# DFB-Pokal

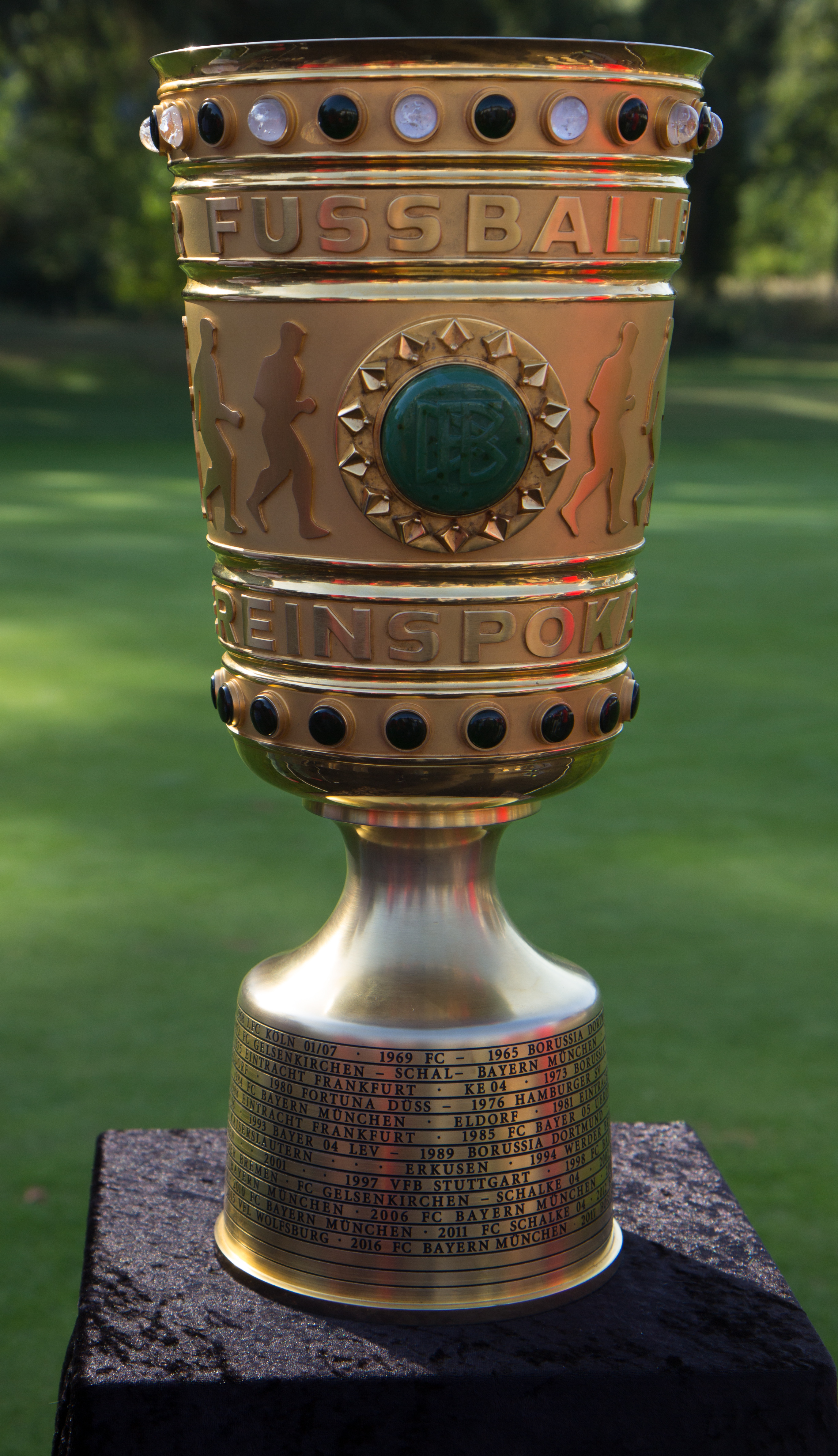
Der Pokal

Der DFB-Pokal (bis 1943 Tschammer-Pokal) ist ein seit 1935 ausgetragener nationaler Fußball-Pokalwettbewerb für deutsche Männerfußball-Vereinsmannschaften. Er wird jährlich vom Deutschen Fußball-Bund (DFB) veranstaltet und ist nach der deutschen Meisterschaft der zweitwichtigste Titel im nationalen Vereinsfußball. Der Sieger des DFB-Pokals wird im K.-o.-System ermittelt.
Für die erste Hauptrunde sind jeweils 18 Vereine der Bundesliga und 2. Bundesliga qualifiziert sowie die ersten vier Mannschaften der 3. Liga zum Ende der Vorsaison. Dazu kommen 24 Mannschaften aus den unteren Ligen, in der Regel die Verbandspokalsieger. Die Paarungen werden vor jeder Runde öffentlich ausgelost. Mannschaften, die unterhalb der 2. Bundesliga spielen, erhalten für Partien gegen höherklassige Gegner Heimrecht. Seit 1985 wird das Finale des DFB-Pokals im Berliner Olympiastadion ausgetragen.
In der Saison 2024/25 lief die 82. Austragung des Wettbewerbs. Im Endspiel setzte sich der VfB Stuttgart mit 4:2 gegen Arminia Bielefeld durch und gewann damit zum vierten Mal den Pokal.
Am 15. August 2025 hat mit der Saison 2025/26 die 83. Austragung des Wettbewerbs begonnen.

## Geschichte
| Jahr    | Tschammerpokalsieger         |
| ------- | ---------------------------- |
| 1935    | 1. FC Nürnberg               |
| 1936    | VfB Leipzig                  |
| 1937    | FC Schalke 04                |
| 1938    | SK Rapid Wien                |
| 1939    | 1. FC Nürnberg (2)           |
| 1940    | Dresdner SC                  |
| 1941    | Dresdner SC (2)              |
| 1942    | TSV 1860 München             |
| 1943    | First Vienna FC              |
| Saison  | DFB-Pokal-Sieger             |
| 1952/53 | Rot-Weiss Essen              |
| 1953/54 | VfB Stuttgart                |
| 1954/55 | Karlsruher SC                |
| 1956    | Karlsruher SC (2)            |
| 1957    | FC Bayern München            |
| 1958    | VfB Stuttgart (2)            |
| 1959    | Schwarz-Weiß Essen           |
| 1960    | Borussia M.Gladbach          |
| 1961    | Werder Bremen                |
| 1962    | 1. FC Nürnberg (3)           |
| 1963    | Hamburger SV                 |
| 1963/64 | TSV 1860 München (2)         |
| 1964/65 | Borussia Dortmund            |
| 1965/66 | FC Bayern München (2)        |
| 1966/67 | FC Bayern München (3)        |
| 1967/68 | 1. FC Köln                   |
| 1968/69 | FC Bayern München (4)        |
| 1969/70 | Kickers Offenbach            |
| 1970/71 | FC Bayern München (5)        |
| 1971/72 | FC Schalke 04 (2)            |
| 1972/73 | Borussia Mönchengladbach (2) |
| 1973/74 | Eintracht Frankfurt          |
| 1974/75 | Eintracht Frankfurt (2)      |
| 1975/76 | Hamburger SV (2)             |
| 1976/77 | 1. FC Köln (2)               |
| 1977/78 | 1. FC Köln (3)               |
| 1978/79 | Fortuna Düsseldorf           |
| 1979/80 | Fortuna Düsseldorf (2)       |
| 1980/81 | Eintracht Frankfurt (3)      |
| 1981/82 | FC Bayern München (6)        |
| 1982/83 | 1. FC Köln (4)               |
| 1983/84 | FC Bayern München (7)        |
| 1984/85 | Bayer 05 Uerdingen           |
| 1985/86 | FC Bayern München (8)        |
| 1986/87 | Hamburger SV (3)             |
| 1987/88 | Eintracht Frankfurt (4)      |
| 1988/89 | Borussia Dortmund (2)        |
| 1989/90 | 1. FC Kaiserslautern         |
| 1990/91 | Werder Bremen (2)            |
| 1991/92 | Hannover 96                  |
| 1992/93 | Bayer 04 Leverkusen          |
| 1993/94 | Werder Bremen (3)            |
| 1994/95 | Borussia Mönchengladbach (3) |
| 1995/96 | 1. FC Kaiserslautern (2)     |
| 1996/97 | VfB Stuttgart (3)            |
| 1997/98 | FC Bayern München (9)        |
| 1998/99 | Werder Bremen (4)            |
| 1999/00 | FC Bayern München (10)       |
| 2000/01 | FC Schalke 04 (3)            |
| 2001/02 | FC Schalke 04 (4)            |
| 2002/03 | FC Bayern München (11)       |
| 2003/04 | Werder Bremen (5)            |
| 2004/05 | FC Bayern München (12)       |
| 2005/06 | FC Bayern München (13)       |
| 2006/07 | 1. FC Nürnberg (4)           |
| 2007/08 | FC Bayern München (14)       |
| 2008/09 | Werder Bremen (6)            |
| 2009/10 | FC Bayern München (15)       |
| 2010/11 | FC Schalke 04 (5)            |
| 2011/12 | Borussia Dortmund (3)        |
| 2012/13 | FC Bayern München (16)       |
| 2013/14 | FC Bayern München (17)       |
| 2014/15 | VfL Wolfsburg                |
| 2015/16 | FC Bayern München (18)       |
| 2016/17 | Borussia Dortmund (4)        |
| 2017/18 | Eintracht Frankfurt (5)      |
| 2018/19 | FC Bayern München (19)       |
| 2019/20 | FC Bayern München (20)       |
| 2020/21 | Borussia Dortmund (5)        |
| 2021/22 | RB Leipzig                   |
| 2022/23 | RB Leipzig (2)               |
| 2023/24 | Bayer 04 Leverkusen (2)      |
| 2024/25 | VfB Stuttgart (4)            |
| 2025/26 |                              |

### Tschammerpokal

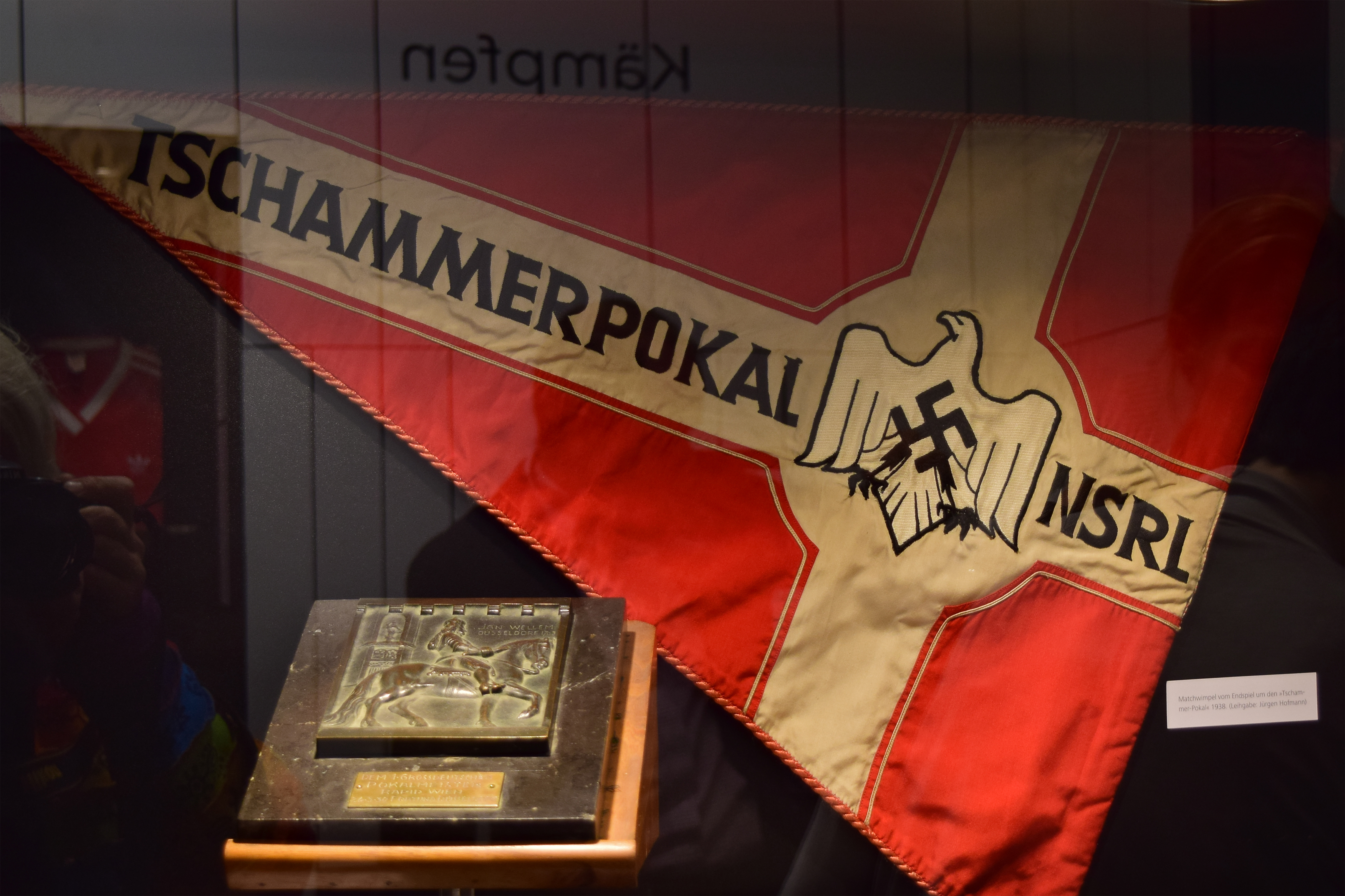
Matchwimpel vom Endspiel um den Tschammerpokal 1938

Vorgänger des heutigen DFB-Pokals als nationaler Pokalwettbewerb im deutschen Fußball war die 1935 erstmals ausgetragene Deutsche Vereinspokalmeisterschaft, die im Juni 1936 – nach dem damaligen Reichssportführer, Initiator des Wettbewerbs und Stifter der Trophäe, Hans von Tschammer und Osten – den Namen von Tschammer-Pokal (auch Tschammerpokal). Vorbild war der englische Fußball mit seinem alljährlichen Pokalendspiel, das seit 1872 ausgetragen wurde. Der Pokal war als Wanderpokal ausgelegt und sollte in den endgültigen Besitz des Vereins gehen, der diesen erstmals dreimal hintereinander oder viermal insgesamt gewinnt.
Am ersten Tschammerpokal, der vom 6. Januar 1935 an ausgespielt wurde, nahmen mehr als 4000 Mannschaften teil. Für die in Gauliga und Bezirksklasse (den höchsten Spielklassen jener Jahre) spielenden Klubs bestand Teilnahmepflicht. Den anderen Vereinen des Reichsfachamts für Fußball war die Teilnahme freigestellt. Die Mannschaften spielten zunächst in Vor-, Zwischen- und Hauptrundenspielen um die Teilnahme an der Schlussrunde, an der die besten 64 Klubs teilnahmen. Die Gauligisten mussten zum Großteil erst in der Hauptrunde in den Wettbewerb eingreifen. Erster Favoritenschreck der deutschen Pokalgeschichte war der Bezirksligist Berolina Berlin, der die Gauligaklubs SC Victoria Hamburg und Vorwärts-Rasensport Gleiwitz besiegen konnte und erst das Achtelfinale gegen den in der Gauliga Hessen spielenden FC Hanau 93 verlor. Die Zuschauer besuchten die Vorrunden-Spiele zunächst verhalten; ab dem Viertelfinale füllten sich die Stadien zufriedenstellend.
Am 8. Dezember 1935 wurde im ausverkauften Düsseldorfer Rheinstadion vor 60.000 Zuschauern das erste Endspiel um den deutschen Vereinspokal ausgetragen: der FC Schalke 04 (Vorjahres-Meister) spielte gegen den damaligen Rekordmeister 1. FC Nürnberg. Nürnberg gewann das Spiel mit 2:0. Die Schalker standen auch in den folgenden beiden Jahren jeweils im Endspiel; ihnen gelang im dritten Anlauf der erste Sieg. Nachdem man im Jahr zuvor am VfB Leipzig gescheitert war, konnte Schalke im Januar 1938 durch einen Sieg über Fortuna Düsseldorf erstmals den Pokal gewinnen. Dem Verein gelang damit außerdem als erstem – und lange Zeit einzigem – das Double aus Meisterschaft und Pokal.
Nach dem Anschluss Österreichs an das Deutsche Reich (März 1938) wurden die österreichischen Vereine in Meisterschaft und Pokal in den deutschen Spielbetrieb überführt. Bereits im ersten Jahr zeigte der SK Rapid Wien sein Potential: Er besiegte am 8. Januar 1939 im ausverkauften Berliner Olympiastadion den FSV Frankfurt mit 3:1. Dies war das letzte Pokalendspiel vor dem Zweiten Weltkrieg. Nachdem im Folgejahr der 1. FC Nürnberg erneut Pokalsieger geworden war, gelang dem Dresdner SC um Nationalspieler Helmut Schön 1941 als erster Mannschaft die Titelverteidigung. Der Tschammerpokal wurde 1943 letztmals an einen „Großdeutschen Fußballpokalsieger“ vergeben: Gewinner war der Wiener Verein First Vienna FC 1894, der den Luftwaffen-Sportverein Hamburg in der Stuttgarter Adolf-Hitler-Kampfbahn – der heutigen MHPArena – mit 3:2 nach Verlängerung bezwang. Wegen des Zweiten Weltkriegs blieb es das letzte Pokalendspiel bis 1953.

### Wiedereinführung als DFB-Pokal nach dem Zweiten Weltkrieg
Nach dem Zweiten Weltkrieg gab es bis Herbst 1963 noch keine eingleisige Bundesliga als höchste Spielklasse. Andere Wettbewerbe hatten deshalb mehr Gewicht.
1952 rief der Deutsche Fußball-Bund (DFB) den Vereinspokal für Westdeutschland wieder ins Leben. Die Bezeichnung DFB-Vereinspokal war bis in die 1980er Jahre – zur Abgrenzung vom Länderpokal – üblich. Inzwischen hat sich die Kurzform DFB-Pokal durchgesetzt. Als Trophäe diente bis 1964 der Tschammer-Pokal, bei dem das zuvor aufgebrachte Hakenkreuz durch eine Platte mit DFB-Symbolik ersetzt worden war. In den ersten Jahren des neuen Pokalwettbewerbs wurden der nationalen Endrunde die Pokalwettbewerbe der Regionalverbände, also Berliner Pokal, Norddeutscher Pokal, Süddeutscher Pokal, Südwestdeutscher Pokal sowie Westdeutscher Pokal, vorgeschaltet. Teilweise qualifizierten sich auch die Teilnehmer am Endspiel um die deutsche Meisterschaft sowie der Deutsche Amateurmeister für die Endrunde des DFB-Pokals.
Erster Gewinner des Nachkriegs-Vereinspokals war Rot-Weiss Essen um Weltmeister Helmut Rahn, das Alemannia Aachen im Finale in Düsseldorf mit 2:1 besiegte.
In den Jahren 1956 bis 1963 wurde der Wettbewerb innerhalb eines Kalenderjahres ausgetragen. Beim Pokal von 1956 fand zunächst nur das Finale in der zweiten Jahreshälfte statt. Bis 1963 fanden alle nationalen Hauptrunden im zweiten Kalenderhalbjahr statt. Seit 1963/64 wird der Wettbewerb wieder im kalendarischen Rhythmus der Fußballsaison ausgespielt. Der DFB folgte in dieser Entscheidung den Vorgaben der UEFA, die in dieser Saison von den Mitgliedsverbänden erstmals verlangte, ihre Meister und Pokalsieger bis spätestens 24. Juni zur Teilnahme an den Europapokalwettbewerben zu melden. Darüber wurde in der Fachpresse im Frühjahr 1963 des Öfteren diskutiert und es wurde einhellig daraus geschlossen, den Pokalwettbewerb terminlich anders organisieren zu müssen.
In den elf Jahren zwischen der Wiederbelebung des deutschen Vereinspokals bis zur Einführung der Fußball-Bundesliga im Jahr 1963 wurden insgesamt neun verschiedene Mannschaften Pokalsieger. Zwei Mannschaften gelang es in diesen Jahren, den Titel zweimal zu gewinnen: dem Karlsruher SC (1955 und 1956) und dem VfB Stuttgart (1954 und 1958). In diese Zeit fällt außerdem der erste, damals noch sehr überraschende, Pokalsieg des heutigen Rekordsiegers FC Bayern München.
Der DFB-Pokalsieg von Schwarz-Weiß Essen im Jahr 1959 war eine große Überraschung. Die Essener, die erst zur Saison 1959/60 aus der 2. Liga in die Oberliga West aufgestiegen waren, schlugen im Dezember im Halbfinale den Hamburger SV mit 2:1 nach Verlängerung. Das am 27. Dezember 1959 stattfindende Endspiel gewannen sie mit 5:2 gegen Borussia Neunkirchen.
Am 26. Dezember 1952 wurde mit dem Achtelfinal-Spiel des FC St. Pauli gegen den Duisburger Stadtteilverein Hamborn 07 auf dem Hamburger Heiligengeistfeld (im damaligen, später verlegten Millerntor-Stadion) das erste Fußballspiel im deutschen Fernsehen live übertragen. Die Hamborner gewannen die torreiche Partie mit 4:3.

### Der DFB-Pokal nach Einführung der Bundesliga
Mit Einführung der Bundesliga im Jahr 1963 durften die Bundesligisten automatisch am Pokalwettbewerb teilnehmen. Eine weitere Neuerung bestand darin, dass der DFB-Pokal nun mit der Saison synchronisiert wurde und das Endspiel, quasi als krönender Abschluss, im Mai oder Juni nach Ende der Meisterschaft stattfand. Hierdurch wurde der Wettbewerb stark aufgewertet, nachdem er lange Zeit als so genanntes „Stiefkind des DFB“ ein Schattendasein geführt hatte, mit Endspielen im Winter oder Herbst (zum Beispiel 1961 an einem Mittwochabend vor nur 8000 Zuschauern, selbst die Fachpresse berichtete nicht sehr ausführlich).
In der Saison 1965/66 wurde der gerade erst in die Bundesliga aufgestiegene FC Bayern München überraschend Pokalsieger. Auf dem Weg zum Titelgewinn bezwang er dabei in der Qualifikationsrunde des DFB-Pokals den Titelverteidiger Borussia Dortmund, der in derselben Saison als erster deutscher Klub Europapokalsieger werden konnte, mit 2:0. Ein Jahr später konnten die Münchner ihren Triumph wiederholen und den Pokal verteidigen. Nachdem der Pokal 1968 vom 1. FC Köln im Endspiel gegen den damaligen Regionalligisten VfL Bochum gewonnen worden war, erreichte der FC Bayern München 1969 den vierten DFB-Pokalsieg. Damit wurde der Verein alleiniger Rekord-Pokalsieger und löste den vorherigen Rekordhalter 1. FC Nürnberg mit seinen drei gewonnenen Titeln (darunter zwei Tschammer-Pokalsiege) ab.
Ein Jahr darauf wurde mit den Offenbacher Kickers erstmals ein Zweitligist Pokalsieger. Da die Fußball-Weltmeisterschaft 1970 in Mexiko bereits am 31. Mai begann, entschied sich der DFB dafür, das Achtelfinale und die folgenden Spiele des DFB-Pokal-Wettbewerbs 1969/70 erst in der Sommerpause nach dem WM-Turnier auszutragen. Da die Offenbacher Kickers in der Saison 1969/70 in die Bundesliga aufstiegen, waren sie zum Zeitpunkt des Endspiels (zwischen dem 3. und 4. Spieltag der Saison 1970/71) jedoch schon Bundesligist.
Zu einem der denkwürdigsten Pokalendspiele entwickelte sich das Finale 1973, in dem sich Borussia Mönchengladbach und der 1. FC Köln gegenüberstanden. Im Vorfeld stand der bevorstehende Wechsel des Gladbacher Spielers Günter Netzer zu Real Madrid im Vordergrund. Trainer Hennes Weisweiler war über den Wechsel so verärgert, dass er seinen Spielmacher auf die Bank setzte. Als es nach der regulären Spielzeit 1:1 unentschieden stand, wechselte sich Netzer – wie er später zugab – zu Beginn der Verlängerung jedoch selbst ein und erzielte bei seinem zweiten Ballkontakt nach nur drei Minuten das entscheidende 2:1. Der Siegtreffer wurde später zum „Tor des Jahres“ gewählt.
Mit Einführung der zweigeteilten 2. Bundesliga in der Saison 1974/75 wurde das Qualifikationssystem für die Teilnahme am DFB-Pokal geändert. Neben den Teilnehmern aus der Bundesliga und 2. Bundesliga waren fortan die Landesverbände für die Ermittlung und Benennung der „Amateurteilnehmer“ über die Austragung eines Verbandspokals zuständig. Zudem wurde das Teilnehmerfeld des DFB-Pokals auf 128 Mannschaften ausgedehnt. Die erfolgreichen Vereine ab Mitte der 1970er-Jahre waren Eintracht Frankfurt mit Pokalsiegen 1974 und 1975, der 1976 erfolgreiche Hamburger SV sowie der 1. FC Köln, dem nach dem Pokalgewinn 1977 und der Titelverteidigung 1978 sogar das Double aus Pokalsieg und Meisterschaft gelang.

### Der Pokal etabliert sich
Gegen Ende der 1970er-Jahre entwickelte sich Fortuna Düsseldorf zu einer typischen „Pokalmannschaft“. Nachdem 1978 noch das Finale des DFB-Pokals mit 0:2 gegen den Deutschen Meister 1. FC Köln verloren worden war, gewann man den Pokal ein Jahr darauf durch ein 1:0 nach Verlängerung gegen Hertha BSC. Es war Düsseldorfs erster Sieg im sechsten Finale nach den Niederlagen 1937, 1957, 1958, 1962 und 1978. Da der 1. FC Köln 1978/79 im Europapokal der Landesmeister antrat, wurde die Fortuna als Teilnehmer für den Europapokal der Pokalsieger nominiert, wo sie erst im Finale gegen den FC Barcelona mit 3:4 nach Verlängerung scheiterte. Auch im Jahr 1980 hielt die Erfolgsserie von Fortuna Düsseldorf an, und man konnte den Titelerfolg durch einen 2:1-Sieg im Endspiel gegen den 1. FC Köln wiederholen.
Ab 1982/83 nahmen nur noch 64 (vorher 128) Mannschaften am DFB-Pokal teil: die jeweils 18 Erst- und Zweitligisten des Vorjahres, die 16 Verbandspokalsieger, sowie zwölf weitere Vereine (unterschiedlich: Zweitliga-Aufsteiger, Teilnahme der Zweitliga-Aufstiegsrunde, Platz 1–4 der 3. Liga, Sieger der Amateurmeisterschaft, weitere Vertreter der mitgliedsstärksten Verbände).
Eine besondere Kuriosität prägte den DFB-Pokalwettbewerb in der Saison 1982/83: Zum bislang einzigen Mal kamen beide Finalisten aus derselben Stadt. Im Müngersdorfer Stadion standen sich der Bundesligist 1. FC Köln und der Zweitligist SC Fortuna Köln gegenüber. Der FC als favorisierter Bundesligist gewann das Finale mit 1:0.
1984 wurde nach äußerst spektakulären und torreichen Halbfinalspielen zwischen Borussia Mönchengladbach und Werder Bremen (5:4 n. V.) sowie FC Schalke 04 gegen FC Bayern München (6:6 n. V., 2:3 i. E.) im Endspiel der DFB-Pokalsieger erstmals in einem Elfmeterschießen ermittelt, nachdem es auch nach Verlängerung 1:1 gestanden hatte. Zum tragischen Helden wurde der noch für Borussia Mönchengladbach spielende Lothar Matthäus, dessen bevorstehende Wechsel zum Endspielgegner Bayern München kurz zuvor bekannt gegeben worden war. Matthäus verschoss als erster Schütze seinen Elfmeter und die Münchener gewannen nach einem weiteren Fehlschuss des Gladbachers Norbert Ringels das Finale mit 7:6 im Elfmeterschießen.
Auch in den nächsten beiden Jahren stand der FC Bayern München im Finale um den DFB-Pokal, welches seit 1985 alljährlich im Berliner Olympiastadion ausgetragen wird. Nachdem 1985 noch der Außenseiter Bayer 05 Uerdingen mit 2:1 die Oberhand behalten hatte, holten die Münchener 1986 ihren achten Pokaltitel durch ein 5:2 über den VfB Stuttgart. In der Folgesaison stand mit Zweitligist Stuttgarter Kickers erneut eine Stuttgarter Mannschaft im Endspiel. Die Kickers unterlagen dem Bundesligisten Hamburger SV trotz 1:0-Führung mit 1:3.

### Wiedervereinigung bis 2011

Der (1992 überarbeitete) DFB-Pokal

In der Saison 1989/90 wurden die Achtelfinals am 9. November 1989 ausgetragen. Nachdem zunächst die Viertelfinalteilnehmer des DFB-Pokals ermittelt worden waren und beispielsweise der VfB Stuttgart den FC Bayern München im Südderby mit 3:0 aus dem Pokal geworfen hatte, wurde im späteren Verlauf des Abends die Berliner Mauer geöffnet. Trotz Wiedervereinigung wurde der DFB-Pokal in der Saison 1990/91 noch ausschließlich mit Vereinen aus den alten Bundesländern und West-Berlin ausgetragen, da die Vereine des Fußballverbands der DDR erst danach in den DFB-Spielbetrieb eingegliedert wurden. Im Endspiel jener Saison besiegte Werder Bremen den 1. FC Köln mit 4:3 im Elfmeterschießen, nachdem es 1:1 nach Verlängerung gestanden hatte.
Mit der Saison 1991/92 nahmen die ostdeutschen Vereine erstmals am DFB-Pokal teil. In der Deutschen Demokratischen Republik war zuvor seit 1949 mit dem FDGB-Pokal ein eigener Pokalwettbewerb ausgespielt worden. Für die Teilnahme am ersten gesamtdeutschen Pokalwettbewerb gab es für die Vereine des Nordostdeutschen Fußballverbandes zunächst eine über drei Runden gehende Qualifikation. Das Finale um den Pokal 1992 gewann der Zweitligist Hannover 96 nach einem torlosen Remis mit 4:3 im Elfmeterschießen gegen die Mannschaft von Borussia Mönchengladbach. In der Zeit von 1992 bis 2011 gelang es neben Hannover 96 insgesamt sieben anderen unterklassigen Mannschaften, ins DFB-Pokalfinale vorzustoßen: den Amateuren von Hertha BSC 1993, Rot-Weiss Essen 1994, VfL Wolfsburg 1995, Energie Cottbus 1997, 1. FC Union Berlin 2001, Alemannia Aachen 2004, MSV Duisburg 2011. Mit Ausnahme von Hannover 96 gingen jedoch alle als Verlierer vom Platz.
Nach dem Pokalsieg des VfB Stuttgart im Endspiel gegen Energie Cottbus in der Saison 1996/97 dominierten in den Folgejahren bis 2011 mit Bayern München (acht Titel), dem FC Schalke 04 und Werder Bremen (je drei Titel) drei Vereine maßgeblich den Wettbewerb. Mehrfach trafen diese Mannschaften in verschiedenen Konstellationen im Halbfinale oder im Endspiel aufeinander. Zudem gewannen in dieser Zeit einmal Werder Bremen (2004) und sechsmal der FC Bayern München (2000, 2003, 2005, 2006, 2008 und 2010) das Double aus Meisterschaft und Pokalsieg. Lediglich 2007 gewann mit dem 1. FC Nürnberg (3:2 n. V. gegen den VfB Stuttgart) ein anderer Verein den DFB-Pokal.
Im November 2011 verhandelte das Sportgericht des DFB die Ausschreitungen von Dynamo-Dresden-Fans und fällte das Urteil, dass der DFB-Pokal 2012/13 ohne den Zweitligisten stattfinden solle, hob diese Strafe aber wieder auf, nachdem Dynamo Dresden gegen das Urteil in Berufung gegangen war. Bei einem Spiel gegen Borussia Dortmund am 25. Oktober hatten Fans bzw. Ultras Böller und Raketen gezündet und so mehrfach eine Spielunterbrechung provoziert. Insgesamt hatte es 17 Verletzte, 15 Festnahmen und einen Sachschaden von 150.000 Euro gegeben.

### Jüngere Vergangenheit
Die folgenden Jahre war der DFB-Pokal vor allem ein Titelkampf zwischen dem FC Bayern München und Borussia Dortmund: Zunächst schaffte 2012 mit Borussia Dortmund (5:2 gegen Bayern München) ein weiterer Verein das Double. Im Jahr darauf unterlag Dortmund im Viertelfinale mit 1:0 dem späteren Triple-Gewinner (Meisterschaft, DFB-Pokal, Champions League) Bayern München. 2014 gewann der FC Bayern München das Endspiel gegen den BVB mit 2:0 n. V. und holte damit das 10. Double seiner Vereinsgeschichte. Im folgenden Jahr trafen die beiden Vereine im Halbfinale aufeinander, das Dortmund nach einem kuriosen Elfmeterschießen, in dem alle vier ausführenden Bayern-Spieler ihre Elfmeter vergaben, gewann. Im Finale unterlag Dortmund schließlich mit 1:3 dem VfL Wolfsburg, der seinerseits in den zwei Jahren zuvor jeweils im Halbfinale noch gegen Bayern München sowie Borussia Dortmund ausgeschieden war. Wolfsburg feierte so den ersten Pokalsieg seiner Vereinsgeschichte. Ein Jahr später holte sich der FC Bayern München sein elftes Double nach einem 4:3-Sieg im Elfmeterschießen gegen Borussia Dortmund. 2017 wurde wieder Borussia Dortmund Pokalsieger im Endspiel gegen Eintracht Frankfurt, nachdem der BVB im Halbfinale Bayern München besiegt hatte. Im folgenden Pokalwettbewerb trafen zum Abschluss des Fußballjahres 2017 Bayern München und Borussia Dortmund bereits im Achtelfinale aufeinander. Es war das siebte Jahr in Folge, dass es zu dieser Begegnung im Pokalwettbewerb kam. Bayern München gewann gegen den BVB mit 2:1. Eintracht Frankfurt wiederum schaffte es 2018 erneut ins Finale und triumphierte dort über München mit 3:1 und sicherte sich dadurch den ersten Pokal-Titel nach 30 Jahren.
Nach zwei weiteren Pokalsiegen des FC Bayern München (2019 und 2020) sowie einem Dortmunder Titel (2021) gewann RB Leipzig zweimal in Folge den Pokal, nachdem sie bereits 2019 und 2021 das Pokalfinale erreicht hatten.
Nach dem Tod Franz Beckenbauers schlug Berti Vogts im Januar 2024 vor, den DFB-Pokal nach Beckenbauer zu benennen. Im Jahr 2024 konnte Bayer 04 Leverkusen seinen zweiten Pokalsieg erringen.
2025 gewann der VfB Stuttgart gegen den Drittligisten Arminia Bielefeld mit 4:2 seinen insgesamt vierten Titel.

## Regelwerk

### Wettbewerbsregelungen
Alle Spiele im DFB-Pokal werden nach aktuellem Regelwerk über eine reguläre Spielzeit von 2 × 45 Minuten ausgetragen. Der Sieger eines Spiels zieht in die nächste Runde ein. Steht es nach der regulären Spielzeit unentschieden, wird das Spiel um 2 × 15 Minuten verlängert. Wenn auch nach der Verlängerung noch Gleichstand herrscht, wird der Sieger in einem Elfmeterschießen ermittelt. Die zeitweilig bei anderen Wettbewerben geltenden Modi Golden Goal und Silver Goal wurden im DFB-Pokal nicht angewandt.
Bis 1991 wurde bei einem Unentschieden nach Verlängerung zunächst kein Elfmeterschießen durchgeführt, sondern ein Wiederholungsspiel angesetzt. Dabei kehrte sich das Heimrecht um. Erst wenn es auch im Wiederholungsspiel nach Verlängerung unentschieden stand, kam es zum Elfmeterschießen. In den Spielzeiten 1971/72 sowie 1972/73 wurde der Pokal generell mit Hin- und Rückspiel ausgetragen. Nachdem das Endspiel im Jahre 1977 zwischen Hertha BSC und dem 1. FC Köln nach Verlängerung 1:1 geendet hatte und erstmals in der Geschichte des DFB-Pokals binnen zwei Tagen ein Wiederholungsspiel hatte angesetzt werden müssen, modifizierte man diese Regelung, da eine so kurzfristige Spielansetzung erhebliche logistische Probleme mit sich brachte. Ab der Saison 1977/78 wurden zunächst die Endspiele bei unentschiedenem Spielstand nach Verlängerung sofort per Elfmeterschießen entschieden. Dies war bisher 1984, 1991, 1992, 1999, 2016 und 2022 der Fall. Nach Verlängerung waren die Endspiele der Jahre 1979, 2007, 2008 und 2014 entschieden. Seit der Saison 1991/92 wird in jeder Runde bei unentschiedenem Spielstand nach Verlängerung sofort ein Elfmeterschießen durchgeführt.
Seit dem Achtelfinale der Spielzeit 2016/17 ist im Falle einer Verlängerung eine vierte Auswechslung möglich. Eine weitere regeltechnische Änderung wurde 2017/18 eingeführt: Als zusätzliche Hilfe für die Schiedsrichter wird seither der Video-Assistent eingesetzt. Dabei werden nicht sämtliche strittige Szenen vom Video-Assistenten bewertet, sondern nur solche, bei denen es um mögliche Tore, Rote Karten (nicht aber Gelb-Rote Karten), Elfmeter oder Spielerverwechslungen geht. Zudem musste eine eindeutige und offensichtliche Fehlentscheidung des Schiedsrichters vorliegen. Ein Einsatz des Video-Assistenten galt in den ersten drei Runden aufgrund des großen technischen Aufwands als nicht machbar; er kam daher erst ab dem Viertelfinale zum Einsatz. In der Spielzeit 2019/20 wurde der Video-Assistent erstmals bereits im Achtelfinale genutzt.

### Teilnehmer
Seit der Saison 2000/01 sind die Vereine der Bundesliga wieder verpflichtet, geschlossen an der ersten Hauptrunde teilzunehmen. Dies beschloss der Beirat des Deutschen Fußball-Bundes auf seiner Sitzung am 23. Oktober 1999. Der Titelverteidiger ist nicht explizit als solcher qualifiziert, auch wenn er sich in der Regel unter den 64 Qualifikanten befindet.
Qualifiziert sind die 40 Mannschaften, die in der Vorsaison in der ersten und zweiten Bundesliga spielten bzw. die ersten vier Plätze in der 3. Liga belegt haben. Weiterhin qualifizieren sich 24 Mannschaften über die Pokalwettbewerbe der Landesverbände des DFB. Dies sind die 21 Verbandspokalsieger sowie drei weitere Vertreter aus den drei Landesverbänden, denen die meisten Mannschaften angehören. Das sind aktuell Bayern, Westfalen und Niedersachsen. Meist handelt es sich bei diesen Mannschaften um die Zweitplatzierten des jeweiligen Landespokals. Allerdings darf sich seit 2008 jeder Verein beziehungsweise jede Kapitalgesellschaft nur mit einer Mannschaft für den DFB-Pokal qualifizieren, was insbesondere Zweitmannschaften von Bundesligisten von der Teilnahme am DFB-Pokal ausschließt. Nicht nutzbare Qualifikationsplätze aus der 3. Liga gehen infolgedessen an die in der Tabelle nächstplatzierte teilnahmeberechtigte Mannschaft und die aus den Verbandspokalwettbewerben an die im Wettbewerb nächstplatzierte teilnahmeberechtigte Mannschaft. Belegt ein Verein im Verbandspokalwettbewerb einen Qualifikationsplatz, obwohl er sich schon über die 3. Liga für den DFB-Pokal qualifiziert hat, so rückt der nächstplatzierte Teilnahmeberechtigte dieses Pokalwettbewerbs nach.
Bei den meisten Verbandspokalwettbewerben sind die Gewinner der Kreispokalwettbewerbe direkt qualifiziert, aber es gibt in einigen Regionen zwischen dem Kreis- und Verbandspokal zusätzliche Bezirkspokalwettbewerbe, die der Kreispokalsieger ebenfalls gewinnen muss, um beim Verbandspokal antreten zu dürfen. Das bedeutet, dass für die erste Mannschaft jedes Vereins, selbst wenn sie in der untersten Liga spielt, die theoretische Möglichkeit besteht, beim DFB-Pokal antreten zu dürfen.
Bis zur Saison 2007/08 war es möglich, dass zwei Mannschaften eines Vereins im DFB-Pokal aufeinandertreffen. In der Saison 1976/77 spielten im Achtelfinale die Profi- und die Amateurmannschaft des FC Bayern München gegeneinander; die Profis gewannen das Spiel mit 5:3. Nachdem die Amateure des VfB Stuttgart in der 2. Runde des Wettbewerbs 2000/01 die eigene Lizenzspielermannschaft zugelost bekommen (und 0:3 verloren) hatte, reagierte der DFB mit der Einführung einer Neuregelung, die seitdem das Aufeinandertreffen von Profi- und Amateurmannschaften desselben Vereins vor dem Finale verhinderte. Mit der Einführung der 3. Liga zur Saison 2008/09 wurde die Teilnahme von Zweitmannschaften von Lizenzvereinen am Pokal ausgesetzt. Seitdem darf grundsätzlich nur eine Mannschaft eines Vereins bzw. einer Kapitalgesellschaft am DFB-Pokal teilnehmen.
Jeder der 64 Teilnehmer an der ersten DFB-Pokalhauptrunde erhält mindestens 109.000 Euro aus dem Fernseh-Einnahme-Pool. Mit dem Vordringen in jede weitere Runde verdoppelt sich dieser Betrag jeweils. Bei jedem live übertragenen Pokalspiel wurden zudem 650.000 Euro ausgeschüttet, die im Verhältnis 60:40 zwischen Gastgeber und Gast aufgeteilt werden. Für die Saison 2011/12 wurden die Übertragungsrechte für den DFB-Pokal von dem Pay-TV-Sender Sky und den öffentlich-rechtlichen ARD und ZDF erworben. Bei Sky werden alle 63 Spiele live sowie in der Konferenz übertragen, ARD und ZDF präsentieren jeweils ein Spiel pro Pokalrunde. Darüber hinaus erhalten die Pokalteilnehmer Einnahmen aus dem Verkauf von Eintrittskarten und der Bandenwerbung, die sich Gastgeber und Gäste nach Abzug der Kosten jeweils zur Hälfte teilen. Besonders für kleinere Vereine ist die Teilnahme am DFB-Pokal somit finanziell lukrativ. Jedoch ist die Teilnahme auch mit hohen Auflagen insbesondere an die Organisation und die Spielstätte verbunden. Dies kann für kleinere Vereine eine Belastung darstellen und in manchen Fällen auch die Austragung des eigenen Heimspiels in einem fremden Stadion nötig machen, was wiederum oft mit hohen Kosten verbunden ist. Zudem müssen Amateurvereine in der ersten Runde meist eine hohe Solidaritätsabgabe an ihren jeweiligen Landesverband tätigen. Da Amateurvereine häufig bereits nach der ersten Runde ausscheiden, bleibt ihnen daher nicht selten nur ein relativ kleiner Gewinn oder gar ein finanzieller Verlust.

### Auslosung

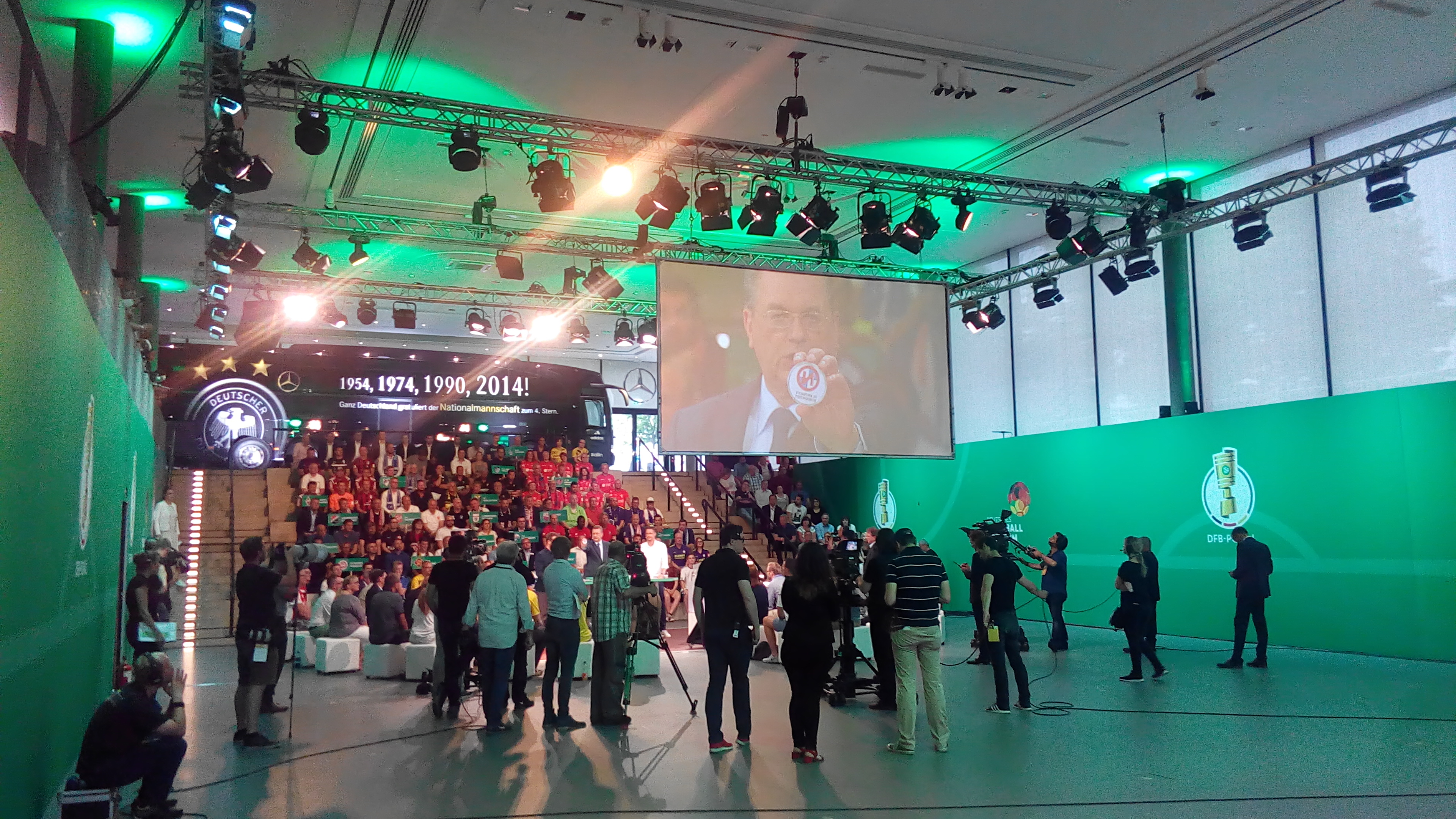
Der damalige DFB-Präsident Grindel bei der Auslosung der 1. Runde des DFB-Pokals 2017/18 im Deutschen Fußballmuseum

Die Paarungen der ersten Runde werden aus zwei Lostöpfen gezogen. Der erste enthält die Mannschaften der Bundesliga und die 14 Bestplatzierten der 2. Bundesliga der Vorsaison. Im zweiten Lostopf befinden sich 24 Landesverbandsvertreter, die vier letztplatzierten Teams der 2. Bundesliga sowie die vier bestplatzierten Mannschaften der 3. Liga der Vorsaison. Mannschaften des zweiten Lostopfs haben Heimrecht. Ein Tausch des Heimrechts ist laut § 49 der Durchführungsbestimmungen grundsätzlich nicht zulässig; aufgrund des hohen wirtschaftlichen und organisatorischen Aufwands infolge der Covid-19-Pandemie wurde diese Regel in der Pokalsaison 2020/21 aber ausgesetzt und den Amateurvereinen ausnahmsweise die Abtretung des Heimrechts erlaubt.
Bei der Auslosung zur zweiten Hauptrunde wird wiederum aus zwei Töpfen gelost. Im ersten sind die Vereine der 1. und 2. Liga enthalten, im zweiten die übrigen Mannschaften. Ihnen fällt gegen Erst- und Zweitligisten wieder das Heimrecht zu. Dabei gilt der Status im Spieljahr des auszulosenden Wettbewerbs. Überzählige Mannschaften aus einem der beiden Lostöpfe werden danach untereinander gepaart.
Ab dem Achtelfinale wird nur noch aus einem Lostopf gezogen. Wie in der zweiten Runde haben Vereine unterhalb der 2. Liga gegen Erst- und Zweitligisten das Heimrecht.
Seit der Saison 2017/18 finden die Auslosungen grundsätzlich am Sonntag nach der jeweiligen Pokalrunde ab 18 Uhr im Deutschen Fußballmuseum in Dortmund statt und werden live in der Sportschau übertragen.
Obwohl das Finale auf neutralem Platz stattfindet, wird einer Mannschaft für dieses Spiel das „Heimrecht“ zugelost, allerdings ohne Öffentlichkeit. Das Ergebnis der Auslosung entscheidet im Regelfall über die Zuteilung der Kabinen, der Fankurven und des Areals für das Fanfest.

### Endspielorte

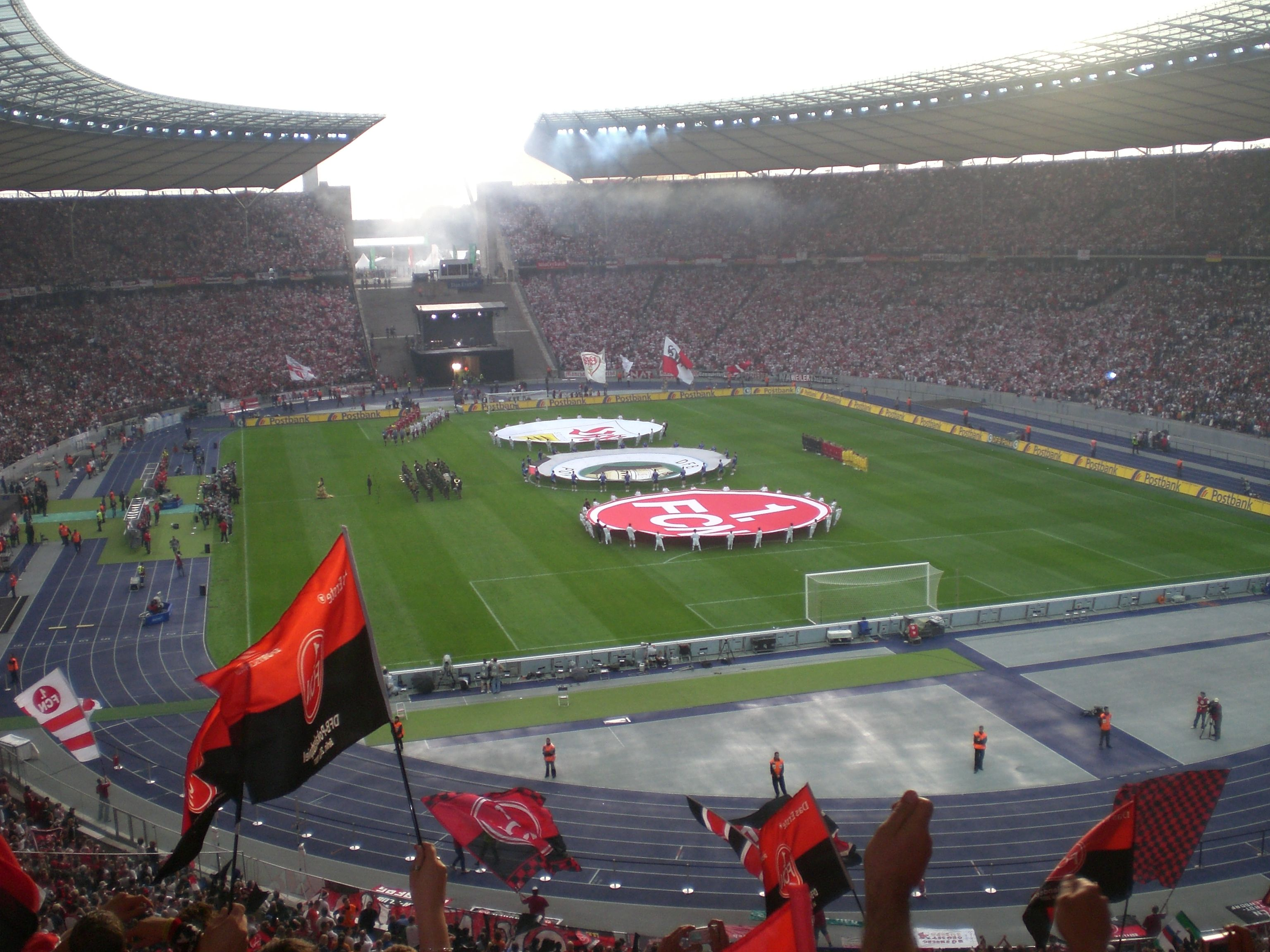
Vor dem DFB-Pokalfinale 2007
im Berliner Olympiastadion

Die Sieger der beiden Halbfinalspiele treffen seit 1985 im Berliner Olympiastadion im Finale aufeinander. Bis 1984 wurde der Endspielort relativ kurzfristig festgelegt, nachdem die Finalisten festgestanden hatten. Gewählt wurde zumeist ein Ort, der geografisch so lag, dass die Fangruppen beider Vereine einen möglichst gleich weiten Anreiseweg hatten. Die häufigsten Austragungsorte bis 1985 waren Hannover (achtmal), Berlin (sechsmal) sowie Düsseldorf, Stuttgart und Frankfurt (je fünfmal).
Im Rahmen der Bewerbung um die Austragung der Europameisterschaft 1988 verzichtete der Deutsche Fußball-Bund aufgrund der unterschiedlichen Auffassungen über die Zugehörigkeit (West-)Berlins zur Bundesrepublik Deutschland bereits frühzeitig auf die Austragung von Spielen in Berlin, um so eine Zustimmung der osteuropäischen UEFA-Verbände für die deutsche EM-Bewerbung zu ermöglichen. Im Gegenzug wurde beschlossen, zukünftige Endspiele des DFB-Pokals zunächst für die nächsten fünf Jahre dort stattfinden zu lassen. Die Entscheidung, das Pokalfinale unabhängig von der Finalpaarung fest in das Olympiastadion im seinerzeit noch geteilten und vom Gebiet der alten Bundesrepublik abgetrennten Berlin zu vergeben, war seinerzeit nicht unumstritten, bewährte sich jedoch schnell. Befürchtungen, viele Fans würden wegen der notwendigen Transitreisen durch die DDR auf einen Besuch des Endspiels verzichten, bewahrheiteten sich nicht. Daher wurde nach Ablauf der ersten Jahre entschieden, das Pokalfinale dauerhaft in Berlin stattfinden zu lassen.
Das Berliner Olympiastadion wurde schnell zum „deutschen Wembley“. Der Schlachtruf „Berlin, Berlin, wir fahren nach Berlin“ ist bei den Fans sehr beliebt. Auch fanden die dort ausgetragenen Finals stets vor vollen Rängen statt. Heute ist die Attraktivität des Endspiels so groß, dass viele Fans unabhängig von der Finalpaarung frühzeitig Eintrittskarten bestellen und die zur Verfügung stehenden Kontingente bei weitem nicht ausreichen, um die Nachfrage zu befriedigen. Auch die beteiligten Vereine, die eigene Kartenkontingente für ihre Anhänger erhalten, beklagen zum Teil heftig, dass die riesige Nachfrage nicht angemessen bedient werden könne.
Am 3. Juli 2020 unterzeichneten der DFB-Präsident Fritz Keller und Berlins Regierender Bürgermeister Michael Müller einen neuen Rahmenvertrag zur Austragung des DFB-Pokalendspiels. Demnach findet das Endspiel weiterhin in Berlin statt. Der neue Vertrag trat am 1. Januar 2021 in Kraft und endet am 31. Dezember 2025.

### Internationale Qualifikation

Logo der UEFA Europa League

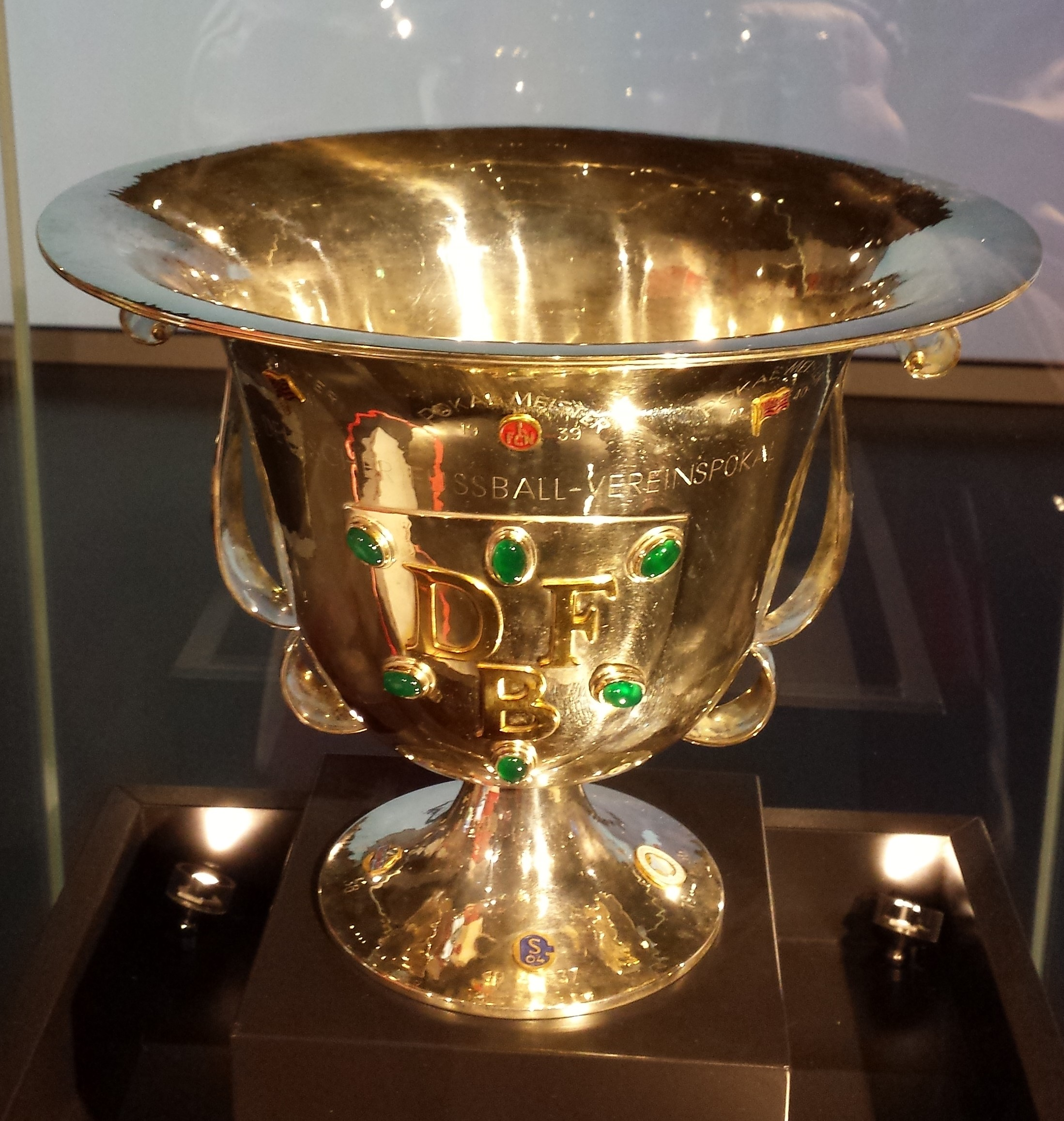
Originalgetreue Replik des Tschammer-Pokals (1935–1964)

Ab 1960 qualifizierte sich der Gewinner des DFB-Pokals für den zur Saison 1960/61 eingeführten Europapokal der Pokalsieger. Konnte sich ein nationaler Pokalsieger für die UEFA Champions League (bis 1992 Europapokal der Landesmeister) qualifizieren, nahm der unterlegene Pokalfinalist den Platz im Europapokal der Pokalsieger ein. 1966 konnte Borussia Dortmund als erster deutscher Verein den Europapokal der Pokalsieger gewinnen. Insgesamt gab es vier Siege durch DFB-Pokalsieger: Nach Dortmund konnten noch Bayern München (1967), der Hamburger SV (1977) und Werder Bremen (1992) den Europapokal gewinnen. Zudem erreichten 1860 München (1965, als erster deutscher Verein) und der VfB Stuttgart (1998) als Pokalsieger sowie der HSV (1968) und Fortuna Düsseldorf (1979) als Pokalfinalisten das Endspiel des Europapokals. In den Jahren 1971 bis 1976 nahmen die unterliegenden Pokalfinalisten am UEFA-Cup teil.
Seit der Abschaffung des Pokalsieger-Wettbewerbs auf europäischer Ebene aufgrund der nachlassenden Attraktivität für Publikum und Vereine qualifiziert sich der Sieger des DFB-Pokals seit der Saison 1998/99 grundsätzlich für die UEFA Europa League (bis 2009 UEFA-Pokal genannt). Bis zum Pokalwettbewerb der Saison 2010/11 musste der Pokalsieger zunächst an der letzten Qualifikationsrunde (sogenannte Play-off-Runde) zur Hauptrunde der Europa League teilnehmen. Ab der darauf folgenden Saison war die Teilnahme an dieser Play-off-Runde hingegen nicht mehr notwendig, da sich der Pokalsieger direkt für die Hauptrunde der Europa League qualifizierte.
Ist der DFB-Pokalsieger bereits anderweitig für einen europäischen Wettbewerb qualifiziert, so gelten Besonderheiten. Bis zur Saison 2014/15 qualifizierte sich der unterlegene Pokalfinalist für die Europa League, wenn der Pokalsieger die Champions League (einschließlich Qualifikation) erreichte. Diese Regelung wurde von der UEFA wieder geändert; es ist nun in jedem Fall notwendig, den DFB-Pokal zu gewinnen, um sich über diesen Wettbewerb für die Europa League zu qualifizieren. Für den bereits qualifizierten Pokalsieger rückt seither nicht mehr der unterlegene Pokalfinalist, sondern der Tabellensiebte der Bundesliga nach und darf zusätzlich am Europapokal teilnehmen. Bis 2020 war dies die zweite Qualifikationsrunde der Europa League, seit 2021 nimmt dieser an den Playoffs zur Europa Conference League teil.

### Die Trophäe
Der Sieger des von 1935 bis 1943 ausgetragenen Tschammerpokals erhielt als offizielle Siegertrophäe den „Goldfasanen-Pokal“. Nachdem der nationale Pokalwettbewerb als DFB-Pokal in den 1950er-Jahren wiederbelebt worden war, erinnerte der bisherige Pokal den damaligen Präsidenten des Deutschen Fußball-Bundes, Peco Bauwens, zu sehr an die Zeit des Nationalsozialismus. Die Trophäe wurde bis 1964 beibehalten, jedoch wurde das Hakenkreuz entfernt und durch eine Platte mit DFB-Symbolik ersetzt. Der Pokal ist seit Sommer 2015 im Deutschen Fußballmuseum in Dortmund zu sehen.
1964 wurde der Kölner Künstler Wilhelm Nagel, ein Dozent für Goldschmiedekunst an den Kölner Werkschulen, beauftragt, einen neuen Pokal zu schaffen. Als erste Mannschaft gewann diesen Borussia Dortmund nach dem 2:0 gegen Alemannia Aachen im Endspiel 1965. Die noch heute als Wanderpokal an den DFB-Pokalsieger überreichte Trophäe ist rund 52 Zentimeter hoch, 5,7 Kilogramm schwer und hat ein Fassungsvermögen von acht Litern. Der Pokal besteht aus mit 250 Gramm Feingold feuervergoldetem Sterlingsilber. Dekoriert ist der Pokal mit zwölf Turmalinen, zwölf Bergkristallen und achtzehn Nephriten. Kernstück ist das aus grünem Nephrit geformte DFB-Emblem.
Der Sockel der Trophäe bietet Platz für die Eingravierung der siegreichen Mannschaften. Nachdem bis 1991 etwa 700 Buchstaben und Ziffern mit den Jahreszahlen und Namen der Pokalsieger in den Sockel graviert worden waren, musste die Basis des Pokals um fünf Zentimeter erhöht werden, um Platz für weitere Siegergravuren zu schaffen. Die jetzige Sockelfläche reicht mindestens bis zum Jahr 2030.
Im Jahr 2002 wurde der DFB-Pokal generalüberholt, nachdem ihn der damalige Schalke-Manager Rudi Assauer nach eigenen Angaben aus Leichtsinn hatte fallen lassen und er dadurch beschädigt worden war. Wochenlang war „der schiefe Pokal zu Schalke“ im Vereinsmuseum ausgestellt, bis er für rund 32.000 Euro repariert wurde; Assauer übernahm die Kosten.
Der materielle Wert der Trophäe wird von Kunstexperten auf etwa 35.000 Euro geschätzt. Der ideelle Wert des Einzelstücks liegt um ein Vielfaches höher.

## Pokalendspiele und Pokalsieger
| Rang                                                                                     | Verein                   | Siege | Finalt. |
| ---------------------------------------------------------------------------------------- | ------------------------ | ----- | ------- |
| 01                                                                                       | FC Bayern München        | 20    | 24      |
| 02                                                                                       | Werder Bremen            | 06    | 10      |
| 03                                                                                       | FC Schalke 04            | 05    | 12      |
| 04                                                                                       | Borussia Dortmund        | 05    | 10      |
| 05                                                                                       | Eintracht Frankfurt      | 05    | 09      |
| 06                                                                                       | 1. FC Köln               | 04    | 10      |
| 07                                                                                       | VfB Stuttgart            | 04    | 07      |
| 08                                                                                       | 1. FC Nürnberg           | 04    | 06      |
| 09                                                                                       | Hamburger SV             | 03    | 06      |
| 10                                                                                       | Borussia Mönchengladbach | 03    | 05      |
| 11                                                                                       | 1. FC Kaiserslautern     | 02    | 08      |
| 12                                                                                       | Fortuna Düsseldorf       | 02    | 07      |
| 13                                                                                       | Bayer 04 Leverkusen      | 02    | 05      |
| 14                                                                                       | Karlsruher SC            | 02    | 04      |
|                                                                                          | RB Leipzig               | 02    | 04      |
| 16                                                                                       | Dresdner SC              | 02    | 02      |
|                                                                                          | TSV 1860 München         | 02    | 02      |
| 18                                                                                       | Rot-Weiss Essen          | 01    | 02      |
|                                                                                          | VfL Wolfsburg            | 01    | 02      |
| 20                                                                                       | Schwarz-Weiß Essen       | 01    | 01      |
|                                                                                          | Hannover 96              | 01    | 01      |
|                                                                                          | VfB Leipzig              | 01    | 01      |
|                                                                                          | Kickers Offenbach        | 01    | 01      |
|                                                                                          | KFC Uerdingen 05 (1)     | 01    | 01      |
|                                                                                          | First Vienna FC          | 01    | 01      |
|                                                                                          | SK Rapid Wien            | 01    | 01      |
| 27                                                                                       | MSV Duisburg (2)         | –     | 04      |
| 28                                                                                       | Alemannia Aachen         | –     | 03      |
|                                                                                          | Hertha BSC (3)           | –     | 03      |
| 30                                                                                       | VfL Bochum               | –     | 02      |
| 31                                                                                       | 1. FC Union Berlin       | –     | 01      |
|                                                                                          | Arminia Bielefeld        | –     | 01      |
|                                                                                          | Energie Cottbus          | –     | 01      |
|                                                                                          | FSV Frankfurt            | –     | 01      |
|                                                                                          | SC Freiburg              | –     | 01      |
|                                                                                          | LSV Hamburg              | –     | 01      |
|                                                                                          | SC Fortuna Köln          | –     | 01      |
|                                                                                          | SV Waldhof Mannheim      | –     | 01      |
|                                                                                          | Borussia Neunkirchen     | –     | 01      |
|                                                                                          | Stuttgarter Kickers      | –     | 01      |
| (1) 1985 als Bayer 05 Uerdingen (2) 1966 als Meidericher SV (3) 1993 Hertha BSC Amateure |                          |       |         |

In der Geschichte des deutschen Vereinspokals errangen 26 verschiedene Vereine den Titel. Erfolgreichster Klub ist der FC Bayern München mit 20 Pokalsiegen, gefolgt von Werder Bremen mit sechs sowie dem FC Schalke 04, Borussia Dortmund und Eintracht Frankfurt mit je fünf Erfolgen. Der 1. FC Nürnberg, der 1. FC Köln und der VfB Stuttgart können jeweils vier gewonnene Titel aufweisen. Insgesamt 17 Vereine gewannen den Pokal mehrfach.
Sechs Mannschaften haben den Pokal als Teil des Doubles aus Pokalsieg und Meisterschaft gewonnen. Als erste Mannschaft siegte 1937 der FC Schalke 04 im gleichen Jahr im Pokalwettbewerb und der deutschen Meisterschaft, die bis 1963 ebenfalls in einem Endspiel entschieden wurde. Seit Einführung der Fußball-Bundesliga gewann Rekordmeister und Pokalsieger Bayern München 13-mal das Double (1969, 1986, 2000, 2003, 2005, 2006, 2008, 2010, 2013, 2014, 2016, 2019 und 2020). Die Bayern konnten zudem als einziger Verein das Double verteidigen (2006, 2014 und 2020) und im Rahmen eines europäischen Triples – bestehend aus nationalem Double und Gewinn der Champions League – gewinnen (2013, 2020). Die weiteren vier Double-Gewinner waren der 1. FC Köln (1978), Werder Bremen (2004), Borussia Dortmund (2012) und Bayer 04 Leverkusen (2024). Leverkusen gewann das Double als erstes Team ohne eine einzige Niederlage.
Der FC Schalke 04, Fortuna Düsseldorf, Werder Bremen, RB Leipzig und Bayern München (4×) konnten je dreimal hintereinander ins Endspiel um den DFB-Pokal einziehen. Keiner von ihnen konnte jedoch alle drei Spiele gewinnen. Borussia Dortmund erreichte sogar vier Finals (2014–2017) in Folge, verlor davon allerdings drei (2014–2016: zweimal gegen Bayern, einmal gegen den VfL Wolfsburg). Insgesamt elfmal konnten Mannschaften ihren Titel im Folgejahr verteidigen; dem FC Bayern München gelang dieses gleich viermal (1967, 2006, 2014 und 2020).
Die häufigste Finalpaarung war bislang das Duell Bayern München – Borussia Dortmund mit vier Partien (2008, 2012, 2014 und 2016), von denen Bayern drei gewinnen konnte. Dreimal (1999, 2000 und 2010) bestritten Bayern München und Werder Bremen die Endspiele gegeneinander, hier waren die Münchener zweimal siegreich. Jeweils zweimal spielte Bayern München im Finale gegen den FC Schalke (1969, 2005), den VfB Stuttgart (1986, 2013), den MSV Duisburg (1966, 1998) und gegen Eintracht Frankfurt (2006, 2018). Ebenso zweimal gab es die Paarung 1. FC Köln – Fortuna Düsseldorf (1978, 1980) sowie Kaiserslautern – Werder Bremen (1961, 1990).
Den ersten Titel holte Fortuna Düsseldorf 1979 nach zuvor fünf verlorenen Finalspielen erst im sechsten Anlauf, der 1. FC Kaiserslautern 1990 im fünften Endspiel nach vier Niederlagen. Erfolglosester Finalist ist der MSV Duisburg, der sich in seinen vier Endspielen stets geschlagen geben musste. Mit RB Leipzig gewann 2022 erstmals wieder ein Team ohne vorherigen Pokalsieg (zuletzt VfL Wolfsburg im Jahr 2015) die Trophäe.
Mit sieben Niederlagen verlor der FC Schalke 04 am häufigsten ein Pokal-Endspiel. Die Gelsenkirchener erreichten insgesamt zwölf Endspiele, was nach dem FC Bayern München (24 Endspiele) Platz zwei bei den häufigsten Finalteilnahmen bedeutet. Jeweils zehn Mal erreichten Werder Bremen, Borussia Dortmund und der 1. FC Köln das Finale um den DFB-Pokal.
Der Karlsruher SC (1956) und der 1. FC Köln (1983) sind die einzigen Vereine, die ein Endspiel vor heimischer Kulisse gewinnen konnten.

### Rekordpokalsieger
Alleiniger Rekordsieger im DFB-Pokal ist seit 1969 der FC Bayern München mit mittlerweile 20 errungenen Titeln. Zuvor teilte sich der FCB den Titel des Rekordpokalsiegers zwei Jahre lang mit dem 1. FC Nürnberg. Dieser war über 34 Jahre lang deutscher Rekordpokalsieger, darunter mit dem SK Rapid Wien (ein Jahr lang), dem FC Schalke 04 sowie dem FC Bayern München (beide zwei Jahre), dem VfB Leipzig (drei Jahre), dem VfB Stuttgart (vier Jahre), dem Karlsruher SC (sechs Jahre) und dem Dresdner SC über 21 Jahre lang zusammen.
| Zeitraum  | Verein                                                       | Anzahl Titel |
| --------- | ------------------------------------------------------------ | ------------ |
| 1935–1936 | 1. FC Nürnberg                                               | 1            |
| 1936–1937 | 1. FC Nürnberg und VfB Leipzig                               | 1            |
| 1937–1938 | 1. FC Nürnberg, VfB Leipzig und FC Schalke 04                | 1            |
| 1938–1939 | 1. FC Nürnberg, VfB Leipzig, FC Schalke 04 und SK Rapid Wien | 1            |
| 1939–1941 | 1. FC Nürnberg                                               | 2            |
| 1941–1956 | 1. FC Nürnberg und Dresdner SC                               | 2            |
| 1956–1958 | 1. FC Nürnberg, Dresdner SC und Karlsruher SC                | 2            |
| 1958–1962 | 1. FC Nürnberg, Dresdner SC, Karlsruher SC, VfB Stuttgart    | 2            |
| 1962–1967 | 1. FC Nürnberg                                               | 3            |
| 1967–1969 | 1. FC Nürnberg und FC Bayern München                         | 3            |
| seit 1969 | FC Bayern München                                            | 4–20         |

## Pokalüberraschungen
Ein besonderer Reiz des Pokalwettbewerbs ist, dass unterklassige Mannschaften favorisierte Gegner aus der ersten oder zweiten Bundesliga „aus dem Pokal werfen“ können. Daher lautet eine oft zu hörende Floskel: „Der Pokal hat seine eigenen Gesetze.“ Diese Floskel, meist erweitert um das Wort „bekanntlich“, lässt sich bis in die 1960er-Jahre dokumentieren, ohne dass auf die Art der „Gesetze“ eingegangen wird. Als Urheber wird häufig der ehemalige Fußballspieler und -trainer Otto Rehhagel genannt, ohne dass diese Aussage für ihn belegt werden kann.
Besonders für Amateurvereine kann ein überraschender Sieg gegen einen höherklassigen Gegner zu überregionaler Bekanntheit führen.

### Erfolge niederklassiger Mannschaften
Hannover 96 gewann im Jahr 1992 als Zweitligist den DFB-Pokal, nachdem die Mannschaft mit Borussia Dortmund, dem Karlsruher SC, Werder Bremen, dem VfL Bochum und Borussia Mönchengladbach fünf Bundesligisten geschlagen hatte, darunter mit Werder sogar den Titelverteidiger und späteren Gewinner des Europapokals der Pokalsieger. Dies ist bis heute das einzige Mal, dass ein Nicht-Erstligist den DFB-Pokal gewann. Hannover 96-Torwart Jörg Sievers hielt im Halbfinale und im Finale insgesamt vier Elfmeter und verwandelte einen selbst. Zuvor hatte Kickers Offenbach schon als Aufsteiger aus der zweiten Liga den Pokal gewonnen, war aber zur Zeit der Finalrunde bereits in die Bundesliga aufgestiegen. Aufgrund des frühen Beginns der Weltmeisterschaft 1970 war der Pokalwettbewerb größtenteils in den Spätsommer verschoben worden.
Weitere Zweitligisten im DFB-Pokalfinale waren Alemannia Aachen 1965 sowie erneut 2004, der VfL Bochum 1968, SC Fortuna Köln 1983, die Stuttgarter Kickers 1987, Rot-Weiss Essen 1994, der VfL Wolfsburg 1995, der MSV Duisburg 2011 und der 1. FC Kaiserslautern 2024. Der SC Fortuna Köln war dabei sogar Teilnehmer beim bislang einzigen Stadtderby im Endspiel, das er gegen den 1. FC Köln mit 0:1 verlor. Der 1. FC Kaiserslautern gewann 1996 den DFB-Pokal, nachdem er eine Woche vorher erstmals aus der Bundesliga abgestiegen war.
Mit der Amateurmannschaft von Hertha BSC (1993), sowie Energie Cottbus (1997), dem 1. FC Union Berlin (2001) und Arminia Bielefeld (2025) schafften es bisher vier Drittligisten, ein Endspiel zu erreichen.
Der 1. FC Magdeburg erreichte in der Saison 2000/01 das Viertelfinale, nachdem unter anderem in der 2. Hauptrunde der FC Bayern nach Elfmeterschießen hatte ausgeschaltet werden können, und war somit der erste Viertligist in der Runde der letzten Acht. Holstein Kiel, 1. FC Saarbrücken und Rot-Weiss Essen wiederholten die Leistung, als Viertligist das Pokal-Viertelfinale zu erreichen 2011/12, 2019/20 und 2020/21.
Zweimal siegte Eintracht Trier im DFB-Pokal der Saison 1997/98 gegen deutlich höherklassige Gegner. Der damalige Regionalligist (Ligaebene III) schlug in der zweiten Runde zunächst den amtierenden UEFA-Pokal-Sieger FC Schalke 04 sowie eine Runde später Champions-League-Sieger Borussia Dortmund. Durch die 10:11-Niederlage im Elfmeterschießen gegen den MSV Duisburg wurde Trier erst im Halbfinale geschlagen. In der Saison 2009/10 schlugen sie Bundesligist Hannover 96 und Zweitligist Arminia Bielefeld, ehe der 1. FC Köln im Achtelfinale Endstation war. Auch in der Saison 2011/12 machte der Pokalschreck seinem Namen alle Ehre, indem er in der ersten Runde den Zweitligisten FC St. Pauli schlug und in der zweiten Runde nur knapp mit 1:2 nach Verlängerung am Hamburger SV scheiterte.
2001/02 bezwang der SSV Ulm 1846 als Verbandsligist den Erstligisten 1. FC Nürnberg mit 2:1. Dies war der bislang einzige Pokalspielsieg eines fünftklassigen Vereines gegen einen Erstligisten. In der Saison 2018/19 gelang es dem SSV Ulm als Viertligisten, Titelverteidiger Eintracht Frankfurt in der 1. Pokalrunde aus dem Turnier zu werfen.
In der ersten Runde des Pokalwettbewerbs 2011/12 holte der Zweitligaaufsteiger Dynamo Dresden zunächst einen 0:3-Rückstand gegen den Vizemeister Bayer 04 Leverkusen auf und drehte in der Verlängerung das Spiel sogar zu einem 4:3-Sieg. Noch nie zuvor in der Historie des DFB-Pokals konnte ein Zweitligist einen so hohen Rückstand gegen einen Bundesligisten wettmachen. Im Achtelfinale desselben Wettbewerbs bezwang der Viertligist Holstein Kiel den Bundesligisten 1. FSV Mainz 05 mit 2:0.
In der Saison 2014/15 schaffte der Drittligist Arminia Bielefeld einen Durchmarsch ins Halbfinale. Zuvor hatten die Ostwestfalen drei Erstligisten geschlagen: In der 2. Hauptrunde besiegten sie Hertha BSC im Elfmeterschießen (0:0 n. V., 4:2 i. E.) und schlugen Werder Bremen mit 3:1 im Achtelfinale. Anschließend siegten sie im Viertelfinale gegen Borussia Mönchengladbach mit 5:4 im Elfmeterschießen (1:1 stand es nach Verlängerung) und scheiterten erst im Halbfinale mit einer 0:4-Heimniederlage am späteren Pokalsieger VfL Wolfsburg.
In der Saison 2019/20 erreichte der 1. FC Saarbrücken als erster Viertligist in der Geschichte des DFB-Pokals das Halbfinale. In der ersten und zweiten Runde siegten die Saarländer jeweils in letzter Minute mit 3:2 gegen Jahn Regensburg und den 1. FC Köln. Im Achtelfinale konnte man sich mit 5:3 im Elfmeterschießen gegen den Zweitligisten Karlsruher SC durchsetzen. Im Viertelfinale traf man auf den Bundesligisten Fortuna Düsseldorf. Nach regulärer Spielzeit und Verlängerung ging es beim Stand von 1:1 erneut ins Elfmeterschießen, das man mit 7:6 für sich entscheiden konnte. Überragender Mann des Abends war der Saarbrücker Torwart Daniel Batz. Er hielt im gesamten Spiel fünf Elfmeter, einen während der regulären Spielzeit und vier im Elfmeterschießen.
Auch in der Spielzeit 2023/24 drang der 1. FC Saarbrücken, diesmal als Drittligist, bis ins Halbfinale vor. Nach einem 2:1-Sieg gegen den Zweitligisten Karlsruher SC in der ersten Runde konnte in der zweiten Runde Rekordpokalsieger FC Bayern München überraschend mit 2:1 besiegt werden. Im Achtelfinale (2:0 gegen Eintracht Frankfurt) und im Viertelfinale (2:1 gegen Borussia Mönchengladbach) konnten zwei weitere Bundesligisten aus dem Wettbewerb geworfen werden. Bemerkenswert hierbei war, dass sowohl gegen den FC Bayern als auch gegen Mönchengladbach ein 0:1-Rückstand noch zu einem Sieg gedreht werden konnte. Im Halbfinale unterlag Saarbrücken schließlich dem Zweitligisten 1. FC Kaiserslautern mit 0:2.
In der Saison 2024/2025 setzte sich Arminia Bielefeld als Drittligist gegen einen Zweitligisten und vier Vereine aus der Bundesliga durch und sicherte sich zum ersten Mal in der Vereinsgeschichte die Teilnahme am Finale. Nachdem in der 2. Runde der 1. FC Union Berlin eliminiert worden war und im Achtel- bzw. Viertelfinale gegen SC Freiburg und Werder Bremen Siege gelungen waren, machte Bielefeld im Halbfinale die Überraschung perfekt und zog mit einem 2:1-Heimsieg über Titelverteidiger Bayer Leverkusen erstmals ins Endspiel ein.

### Debakel höherklassiger Mannschaften
Die höchste Niederlage eines Bundesligisten gegen eine Amateurmannschaft widerfuhr Eintracht Frankfurt in der Saison 2000/01, als man gegen die zweite Mannschaft des VfB Stuttgart mit 1:6 unterlag. Eine klare Niederlage gegen einen niederklassigen Verein hinnehmen musste auch der Bundesligist TSG 1899 Hoffenheim, als er in der ersten Runde der Saison 2012/13 gegen den damaligen Viertligisten Berliner AK 07 mit 0:4 ausschied.
Gleich sechs Bundesligisten schieden in der 1. Hauptrunde der Saison 2012/13 gegen unterklassige Vereine aus (Werder Bremen gegen Preußen Münster 2:4 n. V., Eintracht Frankfurt gegen den FC Erzgebirge Aue 0:3, die SpVgg Greuther Fürth gegen Kickers Offenbach 0:2, der Hamburger SV gegen den Karlsruher SC 2:4, die TSG 1899 Hoffenheim gegen den Berliner AK 07 0:4 und der 1. FC Nürnberg gegen den TSV Havelse 2:3 n. V.). Bemerkenswert ist auch, dass keine dieser Partien ins Elfmeterschießen ging.
Bereits in der Saison 1987/88 waren sechs Bundesligisten in der 1. Runde ausgeschieden. Dies ist allerdings auch dem Reglement geschuldet, dass damals bereits in der 1. Hauptrunde Bundesligisten einander zugelost werden konnten. Damit schieden zwangsläufig 5 Bundesligisten aus. Dazu kam Hannover 96, das als einziger Erstligist gegen eine unterklassige Mannschaft ausschied (0:3 gegen den damals drittklassigen VfL Wolfsburg).
In der ersten Runde des DFB-Pokals 2018/19 besiegte der Fünftligist Chemie Leipzig den Zweitligisten SSV Jahn Regensburg mit 2:1. Auch Titelverteidiger Eintracht Frankfurt schied mit einem 1:2 beim Viertligisten SSV Ulm 1846 aus. Werder Bremen schied von 2011/12 bis 2013/14 dreimal hintereinander in der ersten Runde aus.
Als „Mutter aller Pokalsensationen“ gilt der 2:1-Erfolg des nordbadischen Amateurvereines VfB Eppingen in der 2. Runde des Pokalwettbewerbes 1974/75 gegen den damaligen Bundesliga-Spitzenreiter Hamburger SV. Zehn Jahre später unterlagen die Hamburger in der 1. Runde dem württembergischen Oberligisten SC Geislingen mit 0:2.
Auch Rekord-Pokalsieger Bayern München musste sich mehrfach unterklassigen Vereinen geschlagen geben. 1978 verlor man zuhause 4:5 gegen den VfL Osnabrück; die meisten Gegentore in einer Pokal-Heimpartie der Bayern bis heute. Zweimal, 1977/78 und 1991/92 sogar zuhause, schied man gegen den Zweitligisten FC 08 Homburg aus. Nachdem der FC Bayern 1990/91 gegen die Mannschaft des nordbadischen FV 09 Weinheim verloren hatte, folgte 1994/95 unter Trainer Giovanni Trapattoni eine 0:1-Niederlage gegen den Regionalligisten TSV Vestenbergsgreuth. In der zweiten Runde behielten die Franken mit 5:1 gegen den FC 08 Homburg die Oberhand; im Achtelfinale scheiterte die Mannschaft dann mit 4:5 nach Elfmeterschießen am Zweitligisten VfL Wolfsburg. Eine weitere Niederlage gegen einen Amateurverein erlitt der FC Bayern in der Spielzeit 2000/01: Nachdem es im Spiel der 2. Hauptrunde gegen den damals viertklassigen 1. FC Magdeburg nach regulärer Spielzeit und Verlängerung 1:1 gestanden hatte, gelang es den Magdeburgern, durch ein 4:2 im Elfmeterschießen in die nächste Runde zu kommen. In der Saison 2023/24 unterlag der FC Bayern in der 2. Hauptrunde beim Drittligisten 1. FC Saarbrücken mit 1:2, nachdem man mit 1:0 geführt hatte.

## Statistik

### Vereinsrekorde
Die längste Siegesserie in aufeinanderfolgenden Pokalspielen hält Fortuna Düsseldorf. Zwischen dem 4. August 1978 und dem 28. Februar 1981 gelangen der Fortuna 18 Siege in Folge. Unter anderem wurde sie dadurch 1979 und 1980 Pokalsieger. Erst eine 1:2-Niederlage im Viertelfinale 1981 bei Hertha BSC beendete die Serie.
Bisher konnte keine Mannschaft den Pokal in drei aufeinanderfolgenden Saisons gewinnen, einer Mannschaft gelang es aber viermal hintereinander, das Finale zu erreichen: Borussia Dortmund (2013/14 bis 2016/17). Fünf Mannschaften konnten sich jeweils dreimal in Folge für das Finale qualifizieren: FC Schalke 04 (1935 bis 1937), Fortuna Düsseldorf (1977/78 bis 1979/80), FC Bayern München (1983/84 bis 1985/86, 1997/98 bis 1999/2000, 2011/12 bis 2013/14 und 2017/18 bis 2019/20), Werder Bremen (1988/89 bis 1990/91) und RB Leipzig (2020/21 bis 2022/23).
Häufigste Finalpaarung ist bisher FC Bayern München gegen Borussia Dortmund (2008, 2012, 2014, 2016). Dann folgt FC Bayern München gegen Werder Bremen (1999, 2000 und 2010) – dies ist auch die einzige Finalpaarung, die zweimal nacheinander stattfand.
Mit insgesamt sieben Niederlagen hat der FC Schalke 04 die meisten Endspiele verloren, konnte aber auch fünfmal gewinnen. Der 1. FC Köln verlor von allen Vereinen die meisten Endspiele in der Verlängerung (vier, davon eines im Elfmeterschießen). Bayern München gewann dagegen die meisten Endspiele in der Verlängerung (fünf, davon zwei im Elfmeterschießen) und zusammen mit Werder Bremen die meisten Finals durch Elfmeterschießen (zwei), während Borussia Mönchengladbach die meisten Endspiele auf diese Weise (ebenfalls zwei) verlor.
In der Saison 2008/09 gewann mit Werder Bremen erstmals eine Mannschaft den DFB-Pokal, die im Turnierverlauf kein einziges Heimspiel bestritt.
Werder Bremen war zwischen dem 6. August 1988 und dem 24. April 2019 in 37 Heimspielen in Folge ungeschlagen, die Serie endete mit einer 2:3-Niederlage im Halbfinale gegen den FC Bayern München.
Der FC Bayern München war zwischen dem 2. August 2009 und dem 25. August 2021 in 36 Auswärtsspielen in Serie unbesiegt (ohne Berücksichtigung von Finalspielen und Niederlagen im Elfmeterschießen).
Den höchsten Heimsieg in einem Hauptrundenspiel um den deutschen Vereinspokal erzielte der damalige Meister der Gauliga Württemberg, die Stuttgarter Kickers, mit 17:0 im Tschammerpokal 1940/41 gegen den damaligen badischen Zweitligisten VfB 05 Knielingen (heute Landesliga Mittelbaden). Den höchsten Auswärtssieg landete der FC Bayern München gegen die Amateure der DJK Waldberg mit 16:1 am 15. August 1997. Mehr als zwei Dutzend weitere Spiele endeten ebenfalls mit einem zweistelligen Ergebnis. Meist wurden auch hier Amateurmannschaften besiegt. Den höchsten Finalsieg schaffte die Mannschaft von Schalke 04 im Jahr 1972 mit einem 5:0 gegen den 1. FC Kaiserslautern. 2011 konnte derselbe Verein dieses Ergebnis gegen den MSV Duisburg wiederholen.
Bislang wurden 268 Partien im DFB-Pokal durch ein Elfmeterschießen entschieden. Vier Mannschaften erlebten die meisten Elfmeterschießen: Der FC Bayern München bestritt in der zweiten Runde der Saison 2020/21 sein 16. Elfmeterschießen, Borussia Mönchengladbach sein 16. im Halbfinale 2016/17 sowie der 1. FC Köln und der 1. FC Nürnberg in der Saison 2022/23. Der FC Bayern München gewann von allen Mannschaften mit 11 Elfmeterschießen auch bislang am häufigsten diese Art der Siegerermittlung. Die längste Serie an gewonnenen Elfmeterschießen hält Arminia Bielefeld mit sieben Siegen hintereinander (2006 bis 2023).
Das längste Elfmeterschießen im Wettbewerb fand im August 1995 statt. Der Regionalligist SV Sandhausen schlug im heimischen Hardtwaldstadion den Bundesligisten VfB Stuttgart mit 13:12. Nach regulärer Spielzeit und der torlosen Verlängerung hatte es 2:2 gestanden.
Die Partie Rot-Weiss Essen gegen Energie Cottbus wurde in drei aufeinander folgenden Saisons (2005/06, 2006/07 und 2007/08) in der ersten Hauptrunde ausgetragen. 2005/06 gewann dabei Energie Cottbus, während die Essener die beiden folgenden Partien für sich entscheiden konnten. Ebenso traf Hansa Rostock in den Saisons 2018/19, 2019/20 und 2020/21 in der ersten Runde immer auf den VfB Stuttgart, wobei Rostock das erste und Stuttgart die zwei folgenden Spiele gewann. RB Leipzig und der VfL Wolfsburg wurden in den Spielzeiten 2018/19, 2019/20 und 2020/21 dreimal hintereinander in unterschiedlichen Runden gegeneinander gelost; erneut dann in den Spielzeiten 2023/24 und 2024/25.
Der klassenniedrigste Verein im DFB-Pokal war der TSV Gerbrunn. Die Franken spielten im August 2003 als Neuntligist die erste Runde gegen Wacker Burghausen, sie hatten sich in der Saison zuvor als Viertligist qualifiziert.
Das bestbesuchte Pokalspiel war das Achtelfinale der Saison 2018/19 bei der Niederlage von Borussia Dortmund im heimischen Stadion gegen Werder Bremen (5:7 n. E.), das vor 81.365 Zuschauern im ausverkauften Signal Iduna Park stattfand.

### Höchste Siege
| Runde        | Datum           | Heim                     | Ergebnis | Gast                 |
| ------------ | --------------- | ------------------------ | -------- | -------------------- |
| 1. Runde     | 13. Juli 1941   | Stuttgarter Kickers      | 17:00    | VfB 05 Knielingen    |
| 1. Runde     | 15. August 1997 | DJK Waldberg             | 01:16    | FC Bayern München    |
| 1. Runde     | 21. August 2004 | FC Schönberg 95          | 00:15    | 1. FC Kaiserslautern |
| Achtelfinale | 30. August 1942 | TSV 1860 München         | 15:10    | SG SS Straßburg      |
| 1. Runde     | 30. August 1980 | TSV Moselfeuer Lehmen    | 01:15    | Kickers Offenbach    |
| 1. Runde     | 22. August 1943 | NSTG Brüx                | 00:14    | First Vienna FC      |
| 1. Runde     | 30. August 2003 | TSV Gerbrunn             | 00:14    | Wacker Burghausen    |
| 1. Runde     | 5. August 1978  | Borussia Dortmund        | 14:10    | BSV 07 Schwenningen  |
| 1. Runde     | 28. August 1938 | VfB Preußen Greppin 1911 | 00:13    | Dresdner SC          |
| 1. Runde     | 20. August 1939 | VfvB Alsum               | 00:13    | FC Schalke 04        |
| 2. Runde     | 4. Oktober 1980 | Stuttgarter Kickers      | 13:00    | SpVgg Ansbach 09     |
| 1. Runde     | 22. August 1943 | Dresdner SC              | 13:10    | Borussia Fulda       |
| 1. Runde     | 30. Juli 1977   | SV Waldhof Mannheim      | 12:00    | Lüssumer TV          |
| 1. Runde     | 4. August 1978  | VfB Stuttgart            | 12:00    | Spandauer SV         |
| 1. Runde     | 25. August 2021 | Bremer SV                | 00:12    | FC Bayern München    |
| 1. Runde     | 8. August 1976  | VfL Osnabrück            | 12:10    | SC Union 06 Berlin   |

### Spielerrekorde und Ranglisten

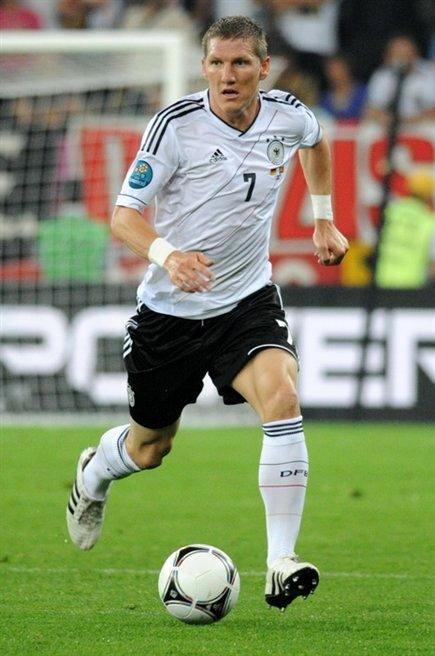
Bastian Schweinsteiger, siebenmaliger
DFB-Pokal-Sieger

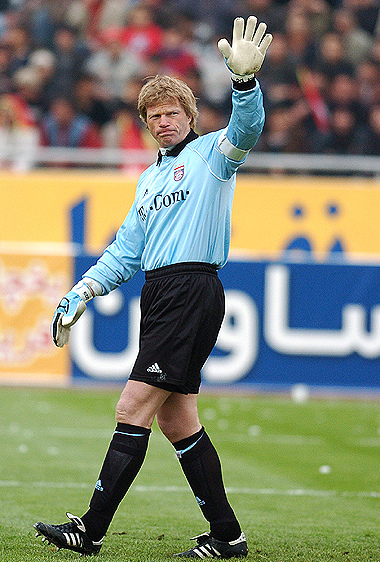
Oliver Kahn, sechsmaliger
DFB-Pokal-Sieger

Mirko Votava ist mit 79 Pokaleinsätzen für Borussia Dortmund und Werder Bremen Rekordspieler vor Karl-Heinz Körbel von Eintracht Frankfurt mit 70 Einsätzen. Oliver Kahn, mit 67 Spielen Dritter in dieser Kategorie, ist der Torhüter mit den meisten Einsätzen.
Gerd Müller ist mit 78 Toren in 62 Spielen für den FC Bayern München der Rekordtorschütze in diesem Wettbewerb. Claudio Pizarro ist mit 58 Spielen der am häufigsten eingesetzte ausländische Spieler und mit 34 Toren der zweiterfolgreichste ausländische Torschütze hinter Robert Lewandowski (39 Tore) in diesem Wettbewerb. (Stand: 4. Juli 2020)
Den Rekord für die meisten Tore eines Spielers in einem DFB-Pokalspiel teilen sich drei Spieler mit jeweils sieben Treffern: Am 28. August 1938 traf Helmut Schön siebenmal beim 13:0 für den Dresdner SC gegen Preußen Greppin, am 30. August 1942 erzielte Ernst Willimowski sieben Treffer für den TSV 1860 München beim 15:1 gegen SG SS Straßburg, und Dieter Hoeneß schoss am 5. August 1978 sieben Tore beim 12:0 für den VfB Stuttgart im Spiel gegen den Spandauer SV.
Der mit sieben Titeln erfolgreichste Spieler im DFB-Pokal ist Bastian Schweinsteiger, gefolgt von Oliver Kahn, Claudio Pizarro, Philipp Lahm, Franck Ribéry, David Alaba, Thomas Müller und Manuel Neuer, die jeweils sechs Titel gewannen. Schweinsteiger war nur fünfmal im Pokalfinale eingesetzt (2003, 2005, 2008, 2010, 2012, 2013), Pizarro, Ribéry und Müller standen dabei achtmal, Kahn, Lahm, Neuer und Mats Hummels jeweils siebenmal im Endspiel. Oliver Reck, Dieter Eilts, Heinz Flohe, David Alaba und Robert Lewandowski bestritten jeweils sechs Endspiele; 13 weitere Spieler jeweils fünf.
Mit den beiden Pokalsiegen von 1955 und 1956 im Trikot des Karlsruher SC und dem erneuten Titelgewinn 1957 nach seinem Wechsel zum FC Bayern München ist Kurt Sommerlatt als einziger Spieler dreimal in Folge DFB-Pokal-Sieger geworden.
Vier Akteuren gelang es, mit jeweils drei verschiedenen Vereinen Pokalsieger zu werden: Klaus Allofs (2× Fortuna Düsseldorf, 1. FC Köln, Werder Bremen), Thomas Kroth (1. FC Köln, Hamburger SV, Borussia Dortmund), Thorsten Legat (Werder Bremen, VfB Stuttgart, FC Schalke 04) und Ivan Perišić (Borussia Dortmund, VfL Wolfsburg, FC Bayern). Zudem gewannen Andreas Möller und Franco Foda jeweils zweimal den Titel und standen bei einem möglichen dritten Titelgewinn zu Saisonbeginn im Kader des jeweils am Saisonende erfolgreichen Vereins, waren aber beim Endspiel bereits zu einem anderen Klub gewechselt: Möller – 1989 mit Borussia Dortmund sowie 2001 und 2002 jeweils mit dem FC Schalke 04 Titelträger – hatte im Wettbewerb 1987/88 zwar vier Spiele für den späteren Sieger Eintracht Frankfurt bestritten, war aber während der laufenden Saison zu Borussia Dortmund gewechselt. Foda – zuvor 1990 und 1993 Sieger im DFB-Pokal mit dem 1. FC Kaiserslautern bzw. Bayer Leverkusen – verließ nach drei Pokalspielen bis zum Viertelfinale im November 1996, in dem er als Schütze im Elfmeterschießen zum Weiterkommen beigetragen hatte, den im folgenden Mai im Finalspiel erfolgreichen VfB Stuttgart in Richtung FC Basel.
Manuel Neuer war der erste Spieler, der in vier Endspielen in Folge eingesetzt wurde (2011 beim FC Schalke 04, 2012 bis 2014 beim FC Bayern). Bislang schafften dies noch vier weitere Akteure: Pierre-Emerick Aubameyang, Łukasz Piszczek, Marco Reus und Marcel Schmelzer. Alle vier erreichten die Endspiele mit Borussia Dortmund (2014–2017). Nur Neuer, Reus und Schmelzer standen jeweils von Spielbeginn an auf dem Feld.
| Rang                                                                                 | Spieler             | Verein(e)                                                                        | Spiele |
| ------------------------------------------------------------------------------------ | ------------------- | -------------------------------------------------------------------------------- | ------ |
| 1                                                                                    | Mirko Votava        | Borussia Dortmund, Werder Bremen                                                 | 79     |
| 2                                                                                    | Karl-Heinz Körbel   | Eintracht Frankfurt                                                              | 70     |
| 3                                                                                    | Oliver Kahn         | Karlsruher SC, FC Bayern München                                                 | 67     |
|                                                                                      | Willi Neuberger     | Borussia Dortmund, Werder Bremen, Wuppertaler SV, Eintracht Frankfurt            | 67     |
|                                                                                      | Manfred Kaltz       | Hamburger SV                                                                     | 67     |
|                                                                                      | Thomas Müller       | FC Bayern München                                                                | 67     |
| 7                                                                                    | Franz Beckenbauer   | FC Bayern München, Hamburger SV                                                  | 66     |
| 8                                                                                    | Klaus Fichtel       | Schalke 04, Werder Bremen                                                        | 65     |
|                                                                                      | Heinz Flohe         | 1. FC Köln, TSV 1860 München                                                     | 65     |
| 10                                                                                   | Hannes Löhr         | 1. FC Köln                                                                       | 64     |
|                                                                                      | Bernard Dietz       | MSV Duisburg, Schalke 04                                                         | 64     |
| 12                                                                                   | Sepp Maier          | FC Bayern München                                                                | 63     |
|                                                                                      | Oliver Reck         | Kickers Offenbach, Werder Bremen, Schalke 04                                     | 63     |
|                                                                                      | Wolfgang Seel       | 1. FC Saarbrücken, 1. FC Kaiserslautern, Fortuna Düsseldorf                      | 63     |
| 15                                                                                   | Gerd Müller         | FC Bayern München                                                                | 62     |
|                                                                                      | Uli Stein           | Arminia Bielefeld, Hamburger SV, Eintracht Frankfurt                             | 62     |
|                                                                                      | Michael Lameck      | Schwarz-Weiß Essen, VfL Bochum                                                   | 62     |
| 18                                                                                   | Norbert Nigbur      | Schalke 04, Hertha BSC                                                           | 61     |
|                                                                                      | Klaus Allofs        | Fortuna Düsseldorf, 1. FC Köln, Werder Bremen                                    | 61     |
| 20                                                                                   | Manuel Neuer        | FC Schalke 04, FC Bayern München                                                 | 60     |
| 21                                                                                   | Lothar Matthäus     | Borussia Mönchengladbach, FC Bayern München                                      | 59     |
|                                                                                      | Klaus Fischer       | TSV 1860 München, Schalke 04, 1. FC Köln, VfL Bochum                             | 59     |
| 23                                                                                   | Ditmar Jakobs       | Rot-Weiß Oberhausen, Tennis Borussia Berlin, Hamburger SV, MSV Duisburg          | 58     |
|                                                                                      | Philipp Lahm        | VfB Stuttgart, FC Bayern München                                                 | 58     |
|                                                                                      | Claudio Pizarro ()  | Werder Bremen, FC Bayern München                                                 | 58     |
| 26                                                                                   | Georg Schwarzenbeck | FC Bayern München                                                                | 57     |
|                                                                                      | Gerd Zewe           | Borussia Neunkirchen, Fortuna Düsseldorf                                         | 57     |
|                                                                                      | Uli Borowka         | Borussia Mönchengladbach, Werder Bremen                                          | 57     |
|                                                                                      | Harald Konopka      | 1. FC Köln                                                                       | 57     |
|                                                                                      | Michael Tarnat      | MSV Duisburg, Karlsruher SC, FC Bayern München, Hannover 96                      | 57     |
|                                                                                      | Frank Mill          | Rot-Weiss Essen, Borussia Mönchengladbach, Borussia Dortmund, Fortuna Düsseldorf | 57     |
| 32                                                                                   | Heinz Simmet        | Borussia Neunkirchen, Rot-Weiss Essen, 1. FC Köln                                | 56     |
|                                                                                      | Dieter Burdenski    | Schalke 04, Arminia Bielefeld, Werder Bremen                                     | 56     |
| 34                                                                                   | Wolfgang Overath    | 1. FC Köln                                                                       | 55     |
|                                                                                      | Lothar Woelk        | VfL Bochum, MSV Duisburg                                                         | 55     |
| fett = in der aktuellen Saison in Deutschland aktiver Spieler Stand: 11. August 2025 |                     |                                                                                  |        |

| Rang | Spieler               | Verein(e) | Tore |
| ---- | --------------------- | --- | ---- |
| 1    | Gerd Müller           | FC Bayern München | 78   |
| 2    | Dieter Müller         | 1. FC Köln, VfB Stuttgart, 1. FC Saarbrücken, Kickers Offenbach                                                                     | 48   |
| 3    | Klaus Fischer         | TSV 1860 München, FC Schalke 04, 1. FC Köln, VfL Bochum                                                                             | 46   |
| 4    | Manfred Burgsmüller   | Rot-Weiss Essen, KFC Uerdingen 05, Borussia Dortmund, 1. FC Nürnberg, Rot-Weiß Oberhausen, Werder Bremen                            | 40   |
| 5    | Klaus Allofs          | Fortuna Düsseldorf, 1. FC Köln, Werder Bremen                                                                                       | 39   |
|      | Hannes Löhr           | 1. FC Köln | 39   |
|      | Robert Lewandowski () | Borussia Dortmund, FC Bayern München                                                                                                | 39   |
| 8    | Thomas Müller         | FC Bayern München | 36   |
| 9    | Ronald Worm           | MSV Duisburg, Eintracht Braunschweig                                                                                                | 35   |
| 10   | Claudio Pizarro ()    | Werder Bremen, FC Bayern München | 34   |
| 11   | Karl Allgöwer         | Stuttgarter Kickers, VfB Stuttgart                                                                                                  | 31   |
| 13   | Dieter Hoeneß         | VfB Stuttgart, FC Bayern München | 28   |
|      | Erwin Kostedde        | Preußen Münster, MSV Duisburg, Kickers Offenbach, Hertha BSC, Borussia Dortmund, Werder Bremen, VfL Osnabrück                       | 28   |
| 14   | Jupp Heynckes         | Borussia Mönchengladbach, Hannover 96                                                                                               | 27   |
| 15   | Heinz Flohe           | 1. FC Köln, TSV 1860 München | 26   |
|      | Mario Gómez           | VfB Stuttgart, FC Bayern München, VfL Wolfsburg                                                                                     | 26   |
| 17   | Hans-Joachim Abel     | Fortuna Düsseldorf, Westfalia Herne, VfL Bochum, Schalke 04                                                                         | 25   |
|      | Karl-Heinz Rummenigge | FC Bayern München | 25   |
|      | Bernd Hölzenbein      | Eintracht Frankfurt | 25   |
|      | Frank Neubarth        | Werder Bremen | 25   |
|      | Stefan Kuntz          | VfL Bochum, KFC Uerdingen 05, 1. FC Kaiserslautern, Arminia Bielefeld                                                               | 25   |
| 22   | Bernd Rupp            | Borussia Mönchengladbach, Werder Bremen, 1. FC Köln                                                                                 | 24   |
|      | Erich Beer            | 1. FC Nürnberg, Hertha BSC, TSV 1860 München                                                                                        | 24   |
|      | Frank Mill            | Rot-Weiss Essen, Borussia Mönchengladbach, Borussia Dortmund, Fortuna Düsseldorf                                                    | 24   |
|      | Bruno Labbadia        | SV Darmstadt 98, Hamburger SV, 1. FC Kaiserslautern, FC Bayern München, 1. FC Köln, Werder Bremen, Arminia Bielefeld, Karlsruher SC | 24   |
| 26   | Horst Hrubesch        | Rot-Weiss Essen, Hamburger SV, Borussia Dortmund                                                                                    | 23   |
|      | Wolfgang Overath      | 1. FC Köln | 23   |
| 28   | Carsten Jancker       | 1. FC Köln, 1. FC Kaiserslautern, FC Bayern München                                                                                 | 22   |
|      | Christian Schreier    | VfL Bochum, Bayer Leverkusen, Fortuna Düsseldorf                                                                                    | 22   |
|      | Thomas Allofs         | 1. FC Köln, 1. FC Kaiserslautern, Fortuna Düsseldorf                                                                                | 22   |
|      | Dieter Herzog         | Fortuna Düsseldorf, 1. FC Köln | 22   |
|      | Rüdiger Wenzel        | FC St. Pauli, Eintracht Frankfurt, Fortuna Düsseldorf                                                                               | 22   |
| 33   | Bernd Nickel          | Eintracht Frankfurt | 21   |
|      | Roland Wohlfarth      | MSV Duisburg, FC Bayern München, VfL Bochum                                                                                         | 21   |
| 35   | Uwe Seeler            | Hamburger SV | 20   |
|      | Wynton Rufer ()       | Werder Bremen | 20   |
|      | Michael Rummenigge    | FC Bayern München, Borussia Dortmund                                                                                                | 20   |
|      | Fritz Walter          | SV Waldhof Mannheim, VfB Stuttgart, Arminia Bielefeld                                                                               | 20   |
|      | Miroslav Klose        | 1. FC Kaiserslautern, Werder Bremen, FC Bayern München                                                                              | 20   |
|      | Uwe Rahn              | Borussia Mönchengladbach, 1. FC Köln, Eintracht Frankfurt                                                                           | 20   |
|      | Hans-Jörg Criens      | VfR Neuss, Borussia Mönchengladbach, 1. FC Nürnberg                                                                                 | 20   |

### Trainerrekorde
Rekordtrainer sind Karl-Heinz Feldkamp, Hennes Weisweiler, Ottmar Hitzfeld, Udo Lattek, Otto Rehhagel und Thomas Schaaf, die jeweils drei Titel gewannen.
Den Pokal als Spieler und Trainer gewannen bisher Ludwig Janda (1942/TSV 1860 München und 1956/Karlsruher SC), Aki Schmidt (1965/Borussia Dortmund und 1970/Kickers Offenbach), Thomas Schaaf (1991, 1994 und 1999, 2004, 2009/alle Werder Bremen), Jupp Heynckes (1973/Borussia Mönchengladbach und 2013/FC Bayern München), Niko Kovač (2003/FC Bayern München und 2018/Eintracht Frankfurt, 2019/FC Bayern München), Hansi Flick (1986 und 2020/beide FC Bayern München) sowie Xabi Alonso (2016/FC Bayern München und 2024/Bayer Leverkusen). Thomas Schaaf ist somit der einzige Spieler bzw. Trainer, der in beiden Rollen jeweils mehrfach den DFB-Pokal und mit nur einem Verein gewann.

## Fernsehübertragungen
Auch in der Saison 2019/20 sollen alle Spiele des DFB-Pokals live vom Pay-TV-Sender Sky Deutschland übertragen werden. Frei empfangbar werden voraussichtlich zusätzlich neun Partien des Wettbewerbs im ersten Programm der ARD sowie vier Partien auf Sport1 zu sehen sein.
Seit der Saison 2017/18 gibt es einen festen Sendeplatz für die Live-Übertragung der Auslosung ab der zweiten Runde in der Sportschau und zwar grundsätzlich am Sonntag nach der jeweiligen Pokalrunde ab 18 Uhr. Die Auslosung hat mit dem Deutschen Fußballmuseum in Dortmund zudem einen festen Ort bekommen.

## Fernsehgelder und Prämien aus den Vermarktungserlösen

### Saison 2019/20
Die 24 Vereine (Amateure) der 21 Landesverbände erhalten für ihren Erstrunden-Auftritt jeweils 130.500 Euro. Die restlichen 45.000 Euro gehen an den jeweiligen DFB-Landesverband, der das Geld unter allen Teilnehmern seines Landespokal-Wettbewerbs ausschüttet. Die Prämien für die Finalteilnehmer werden gesondert festgelegt. Die Zuschauereinnahmen werden zwischen der Heim- und der Gastmannschaft zu jeweils 45 Prozent aufgeteilt. Die restlichen 10 Prozent gehen an den DFB und werden für organisatorische Kosten genutzt wie z. B. die Platzmiete, Ordnungsdienst, Sanitätsdienst oder Schiedsrichter.
| Erreichte Runde                 | Prämie pro Mannschaft           | Prämie pro Mannschaft               | Insgesamt ausgeschüttet | Insgesamt ausgeschüttet |
| Erreichte Runde                 | Runde                           | aufsummiert                         | Runde                   | aufsummiert             |
| ------------------------------- | ------------------------------- | ----------------------------------- | ----------------------- | ----------------------- |
| 1. Hauptrunde (64 Mannschaften) | 175.500 € (Amateure: 130.500 €) | 175.500 € (Amateure: 130.500 €)     | 10.152.000 €            | 10.152.000 €            |
| 2. Hauptrunde (32 Mannschaften) | 351.000 €                       | 526.500 € (Amateure: 481.500 €)     | 11.232.000 €            | 21.384.000 €            |
| Achtelfinale (16 Mannschaften)  | 702.000 €                       | 1.228.500 € (Amateure: 1.183.500 €) | 11.232.000 €            | 32.616.000 €            |
| Viertelfinale (8 Mannschaften)  | 1.404.000 €                     | 2.632.500 € (Amateure: 2.587.500 €) | 11.232.000 €            | 43.848.000 €            |
| Halbfinale (4 Mannschaften)     | 2.808.000 €                     | 5.439.500 € (Amateure: 5.394.500 €) | 11.232.000 €            | 55.080.000 €            |
| Finalverlierer (1 Mannschaft)   | 3.500.000 € (Prämie 2018/19)    | 8.939.500 € (Amateure: 8.894.500 €) | 3.500.000 €             | 58.580.000 €            |
| Pokalsieger (1 Mannschaft)      | 4.500.000 € (Prämie 2018/19)    | 9.939.500 € (Amateure: 9.894.500 €) | 4.500.000 €             | 63.080.000 €            |

Stand: Saison 2019/20

### Saison 2021/22
Der Anteil an den Vermarktungserlösen je Teilnehmer beträgt für die erste Runde 128.757 Euro. Klubs, die in die zweite Runde einziehen, können mit Einnahmen in Höhe von 257.514 Euro planen. Für das Erreichen des Achtelfinales werden 515.028 Euro ausgezahlt. Die Viertelfinalisten erhalten 1.003.805 Euro, die Halbfinalisten 2.007.610 Euro. Das Finale wird gesondert abgerechnet. Wie in der Saison 2020/21 behält der DFB 20 Prozent der Erlöse aus der zentralen Verwertung der Medien- und Marketingrechte ein, um eventuelle Engpässe gegenüber Sponsoren auszuschließen. Für die 24 Amateur-Teilnehmer, welche sich über den Landesverband qualifiziert haben, gelten weitere Sonderregelungen. Je nach Landesverband wird ein Teil der Prämie unter allen Teilnehmern des jeweiligen Landespokal-Wettbewerbs ausgeschüttet. Wie zuvor werden die Zuschauereinnahmen zwischen der Heim- und der Gastmannschaft zu jeweils 45 Prozent aufgeteilt. Die restlichen 10 Prozent gehen an den DFB und werden für organisatorische Kosten genutzt wie z. B. die Platzmiete, Ordnungsdienst, Sanitätsdienst oder Schiedsrichter.
| Erreichte Runde | Prämie pro Mannschaft | Prämie pro Mannschaft |
| Erreichte Runde | Runde                 | aufsummiert           |
| --------------- | --------------------- | --------------------- |
| 1. Hauptrunde   | 128.757 €             | 128.757 €             |
| 2. Hauptrunde   | 257.514 €             | 386.271 €             |
| Achtelfinale    | 515.028 €             | 901.299 €             |
| Viertelfinale   | 1.003.805 €           | 1.905.104 €           |
| Halbfinale      | 2.007.610 €           | 3.912.714 €           |

### Saison 2022/23
Ab der Saison 2022/23 griff ein neuer Fernsehvertrag und somit Verteilungsschlüssel, wodurch die Erlöse bis zur Saison 2025/26 um mehr als 20 Prozent stiegen.